# Histoire de l'équipe d'Australie de football
L'histoire de l'équipe d'Australie de football commence dans les années 1920.

## 1922–1964: les débuts de l'Australie

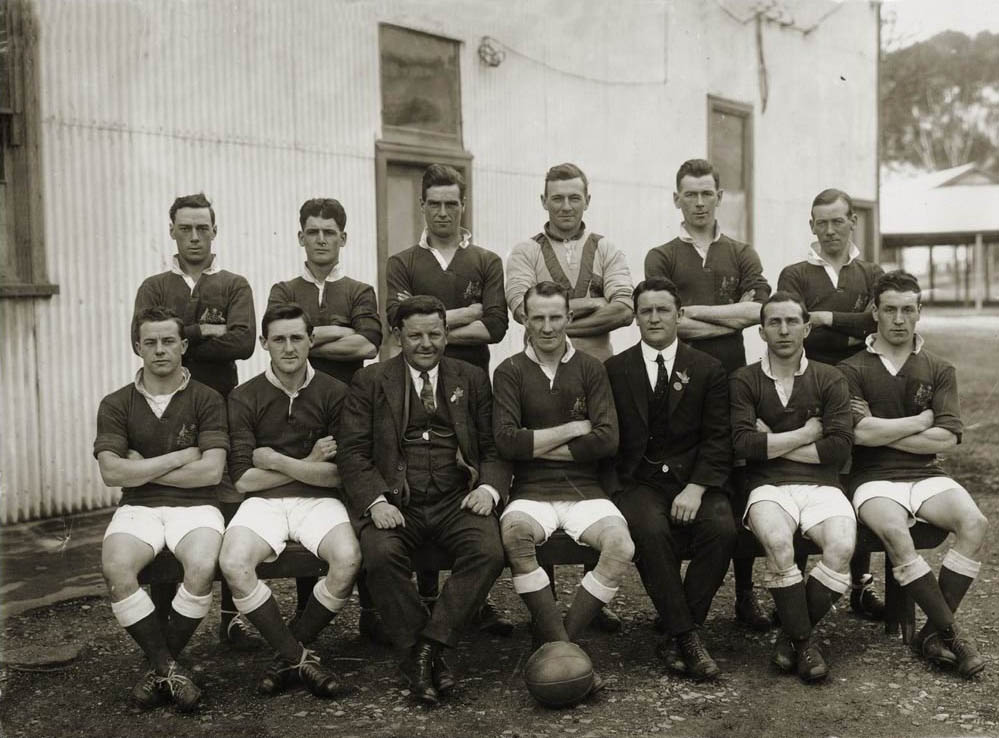
L'équipe d'Australie en 1924.

L'équipe d'Australie de football (Australia national football (soccer) team) est sous l'égide de la Fédération d'Australie de football. Ses joueurs sont surnommés les Socceroos. La première équipe nationale australienne est constituée en 1922 pour une tournée en Nouvelle-Zélande. Le premier match de l'Australie est joué le 17 juin 1922, à Dunedin, contre sa voisine, la Nouvelle-Zélande. Il se conclut par la victoire des Néo-Zélandais 3 buts à 1. Les Socceroos font match nul un but partout face aux Néo-Zélandais la semaine suivante à l'Athletic Park de Wellington. L'Australie termine cette première tournée par une défaite, à nouveau sur le score de trois buts à un, le 8 juillet sur la pelouse d'Auckland. L'année suivante, en mai 1923, les Néo-Zélandais se rendent en Australie pour une tournée de trois mois au cours de laquelle ils disputent trois rencontres face à l'Australie. La sélection néo-zélandaise remporte « The Ashes », un trophée remis en jeu à chaque confrontation entre les deux nations jusqu'à la Seconde Guerre mondiale, en s'imposant à deux reprises pour une défaite,. L'Australie, la Nouvelle-Zélande et l'Afrique du Sud deviennent des adversaires réguliers lors des matchs amicaux au cours des décennies suivantes. En 36 ans, l'Australie affronte l'Afrique du Sud à 14 reprises lors de trois différentes tournées, et la Nouvelle-Zélande à 21 occasions au cours de sept tournées. 
En 1924, l'Australie accueille la première tournée du Canada, qui dispute son premier match officiel le 7 juin à Brisbane (Australie) pour une défaite canadienne sur le score de 3 buts à 2. Une semaine plus tard, les Canadiens prennent leur revanche en s'imposant de la plus petite des marges à Sydney. Enfin le 23 juin 1924, l'Australie s'impose quatre buts à un, ce résultat reste encore aujourd'hui la plus large victoire australienne face au Canada. L'Australie remporte finalement cette tournée, avec trois victoires, un match nul et deux défaites.
La sélection néo-zélandaise se rend à nouveau en Australie le 11 mai 1933 pour disputer une tournée de treize dates dont trois rencontres face à l'équipe nationale hôte. Contrairement à 1923, les Néo-Zélandais, souffrant d'un manque de confiance et d'une préparation physique insuffisante, s'inclinent lors des trois matchs; quatre buts à deux le 5 juin, six buts à quatre le 17 juin, et de nouveau quatre buts à deux, le 24 juin,. Trois ans plus tard et quatorze ans après sa dernière tournée, l'Australie se rend de nouveau en Nouvelle-Zélande et conserve « The Ashes » en s'imposant lors des trois rencontres organisées. Lors du deuxième match à Wellington, le 11 juillet 1936, l'Australie bat la Nouvelle-Zélande sur le large score de dix buts à zéro,.
En 1938, l'Australie, qui n'a pas disputé de rencontres internationales depuis deux ans, accueille pour la première fois l'Inde, qui effectue une tournée de cinq matchs. Le 3 septembre, l'Australie domine son invité à Sydney (5-3) ; une semaine plus tard, au Brisbane Exhibition Ground les deux sélections se séparent sur un match nul prolifique (4-4) ; le samedi suivant, l'Inde revient à égalité dans cette tournée en l'emportant (4-1) devant près de 9 000 spectateurs à Newcastle ; enfin, la sélection australienne remporte les deux dernières confrontations, 5-4 à Sydney puis 3-1 le 1er octobre au Melbourne Showgrounds.
Les confrontations internationales s'interrompent avec la Seconde Guerre mondiale et ne reprennent qu'en 1947, avec la tournée de l'Afrique du Sud sur le sol australien. Les Bafana Bafana disputent leur première rencontre internationale le 10 mai 1947 devant 40 000 spectateurs au Sydney Cricket Ground, qu'ils remportent deux buts à un. Au Brisbane Cricket Ground deux semaines plus tard, l'Australie s'incline une nouvelle fois (2-4). La troisième rencontre entre les deux sélections débouche sur un match nul prolifique (3-3), avant que l'Australie ne parvienne à remporter sa première victoire (5-1) – ce match reste d'ailleurs la plus large défaite de l'histoire de la sélection nationale sud-africaine. L'Australie s'incline finalement lors du 5e et dernier duel (1-2).
En 1948, l'Australie effectue sa troisième tournée sur le sol néo-zélandais. Les Socceroos disputent 13 matchs, neuf contre des clubs et sélections locales et quatre contre l'équipe nationale du pays hôte. Les Australiens prennent la mesure de leur adversaire en remportant l'ensemble des matchs assez facilement, en inscrivant 25 buts pour un seul encaissé. Deux ans plus tard, en 1950, les Australiens effectuent pour la première fois une tournée sur un autre continent, en Afrique du Sud. Après deux défaites initiales, sur le score de 3 buts à 2 le 24 juin à Durban puis sur le score de 2 à 1 le samedi suivant au Ellis Park Stadium de Johannesbourg, les Australiens se reprennent et s'imposent à Port Elizabeth (2-1) et au Cap. En 1954 et 1955, l'Australie est l'hôte de tournées néo-zélandaise et sud-africaine. Contre la Nouvelle-Zélande, les Australiens remportent deux victoires et sont défaits une fois. L'année suivante, les Bafana Bafana remportent les cinq rencontres qui les opposent aux Australiens. Lors du troisième match de cette tournée, le 17 septembre à Adélaïde, les Australiens sont battus sur le score de 8 buts à 0. C'est à ce jour la plus large enregistrée par la sélection. À un an des Jeux olympiques de Melbourne, la sélection australienne de football paraît en grande difficulté.
Afin de préparer le tournoi de football olympique – le premier tournoi majeur auquel la sélection, qualifiée en tant que pays hôte, y participe – les Australiens organisent une série de rencontres amicales, d'abord contre la plupart des États et territoires de l'Australie, puis contre des sélections du reste du monde. Entre le 15 et le 25 novembre 1956, les Australiens disputent cinq matchs amicaux, non officiels, contre l'Union soviétique (défaite 15-1), la Grande-Bretagne, la Yougoslavie et contre l'Inde, deux fois. Ils organisent également deux rencontres (dont une non terminée) contre l'équipe unifiée d'Allemagne entre le premier tour et le quart de finale.
Le tournoi olympique est organisé en une unique phase à élimination directe. La sélection australienne, entraînée par Richard Telfer (en), affronte le Japon pour son entrée en lice en huitième de finale. Un but lors de chaque mi-temps, un penalty marqué par Graham McMillan à la 26e minute, puis un but de l'attaquant d'origine irlandaise Frank Loughran (en) à la 61e minute, suffisent à éliminer le Japon (2-0). Face à l'Inde en quart de finale, deux buts de Bruce Morrow (en) en première mi-temps permettent à l'Australie d'égaliser à deux reprises. À la 50e minute, l'attaquant indien Neville D’Souza inscrit son troisième but de la partie, avant que Krishna Kittu ne scelle le score en ajoutant un quatrième but. L'hôte est éliminé. L'inexpérience de l'équipe sur la scène internationale explique notamment cette élimination décevante. Le journaliste Laurie Schwab du quotidien Melburnians The Age commente cette défaite ainsi : « Le football australien a perdu une merveilleuse occasion de prendre de l'importance dans le monde et a subi un véritable coup dur ». L'Union soviétique remporte finalement le tournoi.
En 1958, l'Australie se rend une nouvelle fois en Nouvelle-Zélande. Les Australiens battent d'abord les All whites le 16 août à Wellington sur le score de 3 buts à 2. La semaine suivante, les deux sélections se séparent à Auckland sur le score de deux partout.
L'avènement du voyage aérien et la baisse des coûts du transport dans les années 1960 permettent à l'Australie de diversifier ses adversaires, malgré son isolement géographique. La Fédération d'Australie de football (Football Federation Australia Ltd.) est finalement fondée en 1961. Elle s'affilie à la FIFA en 1963 et fonde avec son homologue de Nouvelle-Zélande la Confédération du football d'Océanie (OFC) en 1966.

## 1965–1990: premières campagnes en Coupe du monde

### Qualification de la Coupe du monde 1966
En 1965, l'Australie effectue sa première tentative de qualification pour une Coupe du monde. Quatre équipes devaient participer aux éliminatoires dans la zone Asie/Océanie : la Corée du Nord, la Corée du Sud, l'Australie et l'Afrique du Sud (versée dans la zone Asie pour ces éliminatoires). L'Afrique du Sud, suspendue par la FIFA, ne peut participer aux éliminatoires et la Corée du Sud décide de se retirer lorsque l'AFC décide d'organiser le tournoi de qualification au Cambodge et non plus au Japon. Il ne reste plus en lice que la Corée du Nord et l'Australie, qui vont s'affronter en matchs « aller et retour », à Phnom Penh. Le 21 novembre, la Corée du Nord bat les Australiens sur le score de 6 buts à 1, Les Scheinflug sauve l'honneur en inscrivant un but à la 70e minute sur penalty. Lors du deuxième match l'Australie a de nouveau perdu 3-1 malgré l'ouverture du score de Les Scheinflug à la 15e minute. Les Australiens s'inclinent sur le score cumulé de 9 à 2, laissant les Chollimas partir en Angleterre,. À la suite de son élimination, les Australiens disputent 5 matchs contre des nations asiatiques, après un match nul contre le Cambodge et une défaite un à zéro contre Hong Kong au Hong Kong Stadium, les Australiens remportent trois autres matchs en cette fin d'années 1965, un contre Taïwan et deux contre la Malaisie. En 1967, les Australiens disputent la Quoc Khanh Cup en 1967, qui se déroulait au Viêt Nam du Sud lors de la Guerre du Viêt Nam. Les Australiens remportent cette compétition amicale en s'imposant en finale sur le score de 3 buts à 2 contre la Corée du Sud. À la suite de cette compétition, les Aussies disputent trois autres rencontres en Asie du Sud-Est, ils battent l'Indonésie à Jakarta (2-0) puis Singapour (6-1) et finissent par s'imposer en Malaisie (4-0). En 1968, les Australiens reçoivent pour une série de trois rencontres le Japon, après un premier match nul concédé sur le score de deux buts partout à Sydney, les Australiens remportent la rencontre suivante (3-1) qui est disputée le lendemain à l'Olympic Park Stadium de Melbourne, mais le 4 avril, les Samurai Blue prennent leur revanche en s'imposant (1-3) à Adélaïde.

### Qualification de la Coupe du monde 1970
L’Australie commence la préparation pour les qualifications du Mondial 1970 par une série de trois matchs amicaux contre la sélection grecque, les Australiens remportent cette première confrontation contre une sélection du vieux continent sur la plus petite des marges grâce à une réalisation sur penalty à la 60e de son attaquant d'origine hongroise Attila Abonyi, la seconde rencontre face à la sélection hellène se dispute à Brisbane et se solde par un match nul entre les deux équipes (2-2), pour sa troisième rencontre en huit jours contre cette équipe australienne la Grèce remporte son premier succès devant les 24 416 spectateurs du Olympic Park Stadium, les Grecs se sont offert ce succès grâce à une réalisation lors de chaque période. La campagne de qualification débute en octobre 1969, trois équipes (le Japon, l'Australie et la Corée du Sud) se disputent une place pour le deuxième tour de la zone Asie/Océanie, elles s'affrontent sur des rencontres aller-retour, l'ensemble de ce tour se déroule à Séoul, la campagne débute le 10 octobre les Socceroos s'imposent par trois buts à un, le 14 octobre les Australiens défient les Diables Rouges sud-coréens chez eux, les Australiens s'imposent sur le fil (2-1) grâce à un but de Tommy McColl en fin de match, ce résultat laisse entrevoir une qualification pour le second tour. Menés deux fois au score, contre les Nippons, puis quatre jours plus tard contre les Sud-Coréens, les Australiens parviennent à chaque fois à revenir au score et à obtenir le match nul (1-1). Grâce à ces résultats, c'est l'Australie qui termine en tête de la poule et se qualifie. Au second tour, les Australiens affrontent la Rhodésie (exempte de tour préliminaire), les 2 équipes s'affrontent en matchs aller et retour, disputés sur terrain neutre au Mozambique (à cause du boycott imposé à la Rhodésie), le premier match, celui du 23 novembre, termine sur un match nul (1-1) malgré l'ouverture du score pour la Rhodésie de Bobby Chalmers, le match retour accouche d'un match nul et vierge qui n'offre donc aucun qualifié, un match d'appui est donc disputé le 1er décembre, les Australiens prennent rapidement l'avantage par Willie Rutherford à la 12e, dix minutes plus tard la réalisation de William Sibanda contre son camp permet aux Australiens d’assurer le break, malgré la réduction du score, le but de John Warren offre la qualification aux siens. Au tour suivant, Israël se dresse sur la route des Aussies, lors du match aller au Ramat Gan de Tel Aviv, les Israéliens s'imposent (1-0) à la suite d'un but contre son camp de David Zeman, le match retour qui se déroule le 14 décembre au Sports Ground de Sydney, les Israéliens parviennent à obtenir le match nul (1-1) qui élimine les Australiens et qualifie par la même Israël pour la Coupe du monde 1970,,. Les Australiens se lancent en 1970 dans la préparation des qualifications pour le mondial suivant, les Australiens retrouvent Ramat Gan de Tel Aviv et contrairement à l’année précédente ce sont les Israéliens qui s’inclinent sur un but de Ray Richards, le 17 novembre les Australiens disputent leur première rencontre sur le continent européen, les Socceroos s'imposent trois buts à un à Athènes contre la sélection grecque, l'Australie continue sa tournée amicale et affronte sa première nation nord-américaine, le Mexique, lors d'un match amical joué le 2 décembre 1970 au Stade Azteca de Mexico. En 1971, les Israéliens effectuent une tournée en Australie, après un premier match nul (2-2), le 11 novembre à Brisbane, les Australiens s’imposent à Sydney grâce à une réalisation de Alan Ainslie (en) en début de match, mais cette belle prestation australienne restera sans suite, en effet Israël s'impose à Melbourne. L'année suivante, les Australiens disputent une série de six matchs amicaux sur le sol asiatique, ils commencent leur périple par deux matchs amicaux, les Australiens s'imposent à Jakarta contre l'Indonésie (4-1) puis contre la Nouvelle-Zélande (3-1), les Australiens rencontrent le Sud-Vietnam à Saïgon en pleine Guerre du Viêt Nam et l’Australie s'impose lors de cette partie par la plus petite des marges. les 22 et 24 octobre, la tournée en Asie se poursuit par deux rencontres contre la Corée du Sud à Séoul, le premier match débouche sur un match nul un but partout puis lors de la seconde rencontre, les Australiens s'imposent deux à zéro. Les Australiens terminent leur tournée en s'imposant 6 à 0 contre les Philippines à Manille.

### Coupe du monde 1974

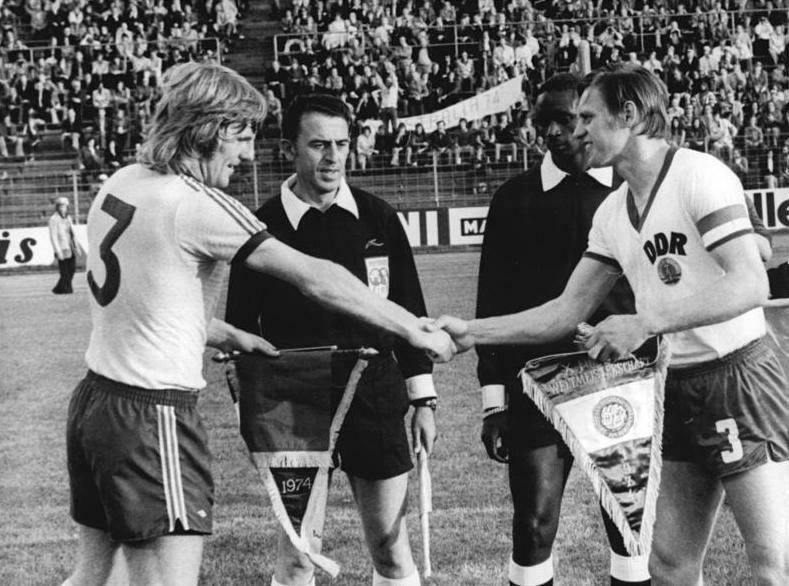
Le capitaine australien Peter Wilson, ici avant le match contre la RDA en 1974, marque lors de la finale aller du groupe B.

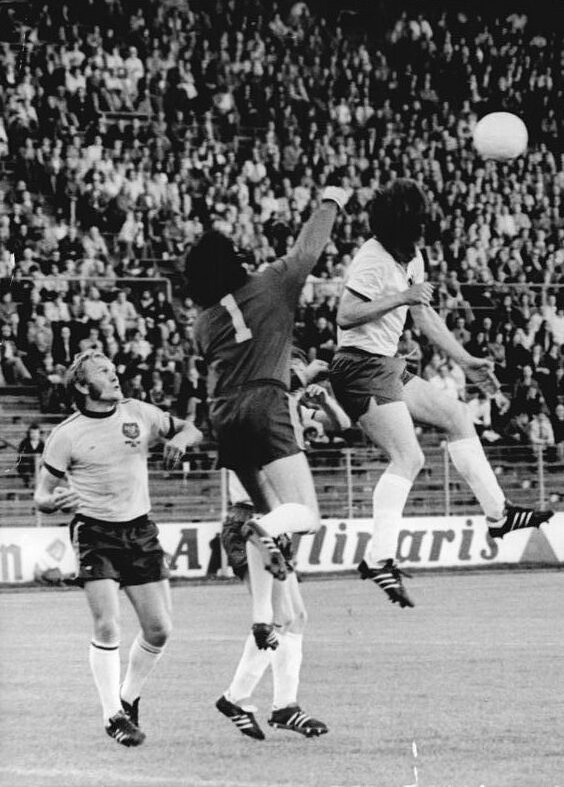
Action est-allemande et sortie du gardien australien Jack Reilly.

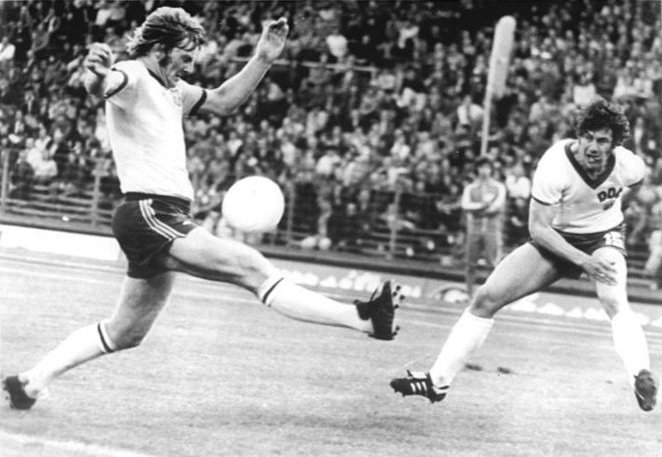
Action d'Eberhard Vogel face à Utjesenović (à gauche) lors du match RDA-Australie (2-0).

La route vers le mondial ouest-allemand débute en 1973 par une phase de groupes qui se disputent en Australie et en Nouvelle-Zélande. Lors de son entrée dans la compétition, l'Australie affronte à l’extérieur son plus illustre adversaire, la Nouvelle-Zélande, le match du 4 mars à Auckland débouche sur un match nul, un partout entre les deux sélections. La seconde rencontre se dispute sur le terrain du Sports Ground de Sydney, les Australiens grâce à trois réalisations lors du second acte enregistrent leur premier succès de la campagne de qualification, le 13 mars l'Australie réussit à faire tomber l'Indonésie (2-1), lors des deux premiers matchs retours, les Australiens effectuent deux matchs nuls successifs, contre la Nouvelle-Zélande (3-3) puis contre l'Irak, la victoire est donc nécessaire pour se qualifier au second tour et elle est réalisée, en effet les Australiens s'imposent largement face à une faible équipe indonésienne (6-0). L'Australie pour continuer son parcours doit affronter le vainqueur de l'autre poule, celle du Moyen-Orient, le match contre l'Iran se déroule sur un match aller/retour, l’Australie remporte le match aller du 18 août avec un score de trois buts à zéro. Ce score laisse donc un matelas confortable aux Socceroos, cependant lors du match retour les Iraniens poussés par les 80 000 spectateurs du Stade Azadi de Téhéran font rapidement une partie de leur retard grâce à un doublé de Parviz Ghelichkhani, mais lors de cette rencontre plus aucun but ne sera inscrit ce qui offre une qualification pour le tour suivant aux Australiens. Pour le match final de la zone Asie/Océanie, les Australiens affrontent la Corée du Sud, le match aller est disputé le 28 octobre au Sports Ground de Sydney, malgré le soutien de leurs 32 005 supporters, les Soccerros ne parviennent pas à faire la différence et aucun but ne sera inscrit au cours de cette rencontre. Le match retour est disputé le 11 novembre à Séoul, l'Australie se trouve rapidement mise en difficulté par son adversaire et l'élimination semble proche lorsque Ko Jae-wook permet à son équipe de prendre deux buts d'avance, mais Branko Buljevic redonne l'espoir à son équipe en réduisant l'écart à la 31e minute de jeu. Menée au score au retour des vestiaires, l'Australie démarre idéalement le second acte grâce à une réalisation de Ray Baartz, les Australiens tiendront ce résultat jusqu'à la fin du temps réglementaire. Le résultat entre les deux sélections ne permettant pas d'obtenir un qualifié pour le mondial allemand, un match d'appui est disputé deux jours plus tard sur la pelouse Hong Kong Stadium, à la 70e minute de la rencontre, Jimmy Mackay délivre les siens en inscrivant le but de la victoire, l'Australie s’impose par la plus petite des marges et obtient son billet pour une Coupe du monde pour la première fois,.
En ce début d'année 1974, les Australiens disputent une série de quatre matchs amicaux afin de préparer au mieux leur première apparition dans la plus prestigieuse des compétitions de football. L'Australie commence sa préparation par deux confrontations contre les doubles champions du monde uruguayen, le premier match est disputé à l'Olympic Park Stadium de Melbourne, Australiens et Uruguayens se séparent sur un score nul et vierge, la seconde rencontre a lieu à Sydney deux jours plus tard, les Australiens s'imposent sur le score de deux buts à zéro grâce aux réalisation de Ray Baartz puis de Peter Ollerton, lors d'un match d'une rare violence comme le montre l'exclusion de Luis Garisto ; qui a porté un coup violent à l'international australien Ray Baartz, mettant fin à la carrière de ce dernier. Les australiens disputent leurs troisième match de préparation face à l'équipe d'Indonésie, les Soccerros remportent cette rencontre disputée à Jakarta. Le dernier match de leur préparation les opposent à Israël au Bloomfield Stadium de Tel Aviv-Jaffa, les deux buts inscrits par Yehoshua Feigenbaum font tomber l’Australie et la réduction du score en toute fin de match de Jimmy Mackay ne changea pas le cours de la partie.
Lors de cette Coupe du monde 1974, les Australiens sont placés dans le Groupe 1 en compagnie de la RDA, de la RFA et du Chili. Pour leur entrée dans la compétition, les Aussies sont opposés à la RDA au Volksparkstadion de Hambourg, ce match marque la première confrontation entre les deux sélections, et entre deux novices en coupe du monde, les Australiens réussissent leur début de match en regagnant les vestiaires sans le moindre but encaissé mais ils s’inclinent finalement 2 à 0 lors de cette première rencontre, à la cinquante-huitième minute de jeu, sur un tir de Sparwasser, l'arrière Curran détourna la balle dans son propre but (même si le premier but est certainement entaché d'une position de hors-jeu) et, à la soixante-et-onzième minute, le plus illustre des joueurs est-allemands, Joachim Streich, d'une magnifique volée, sonna le glas des espérances australiennes. La RDA joua un football d'engagement rude et parfois laborieux d'où émergèrent Sparwasser et Streich et Alston et Bulgevic côté australien. Les Australiens disputent leur seconde rencontre face à la nation hôte et au estur vainqueur de l'épreuve devant les 35 000 spectateurs du Volksparkstadion, contrairement au match précédent, l'entame de match australien est moins bonne, les Allemands mènent déjà deux à zéro à la pause grâce aux réalisations de Wolfgang Overath à la 12e minute de jeu et à celle de Bernhard Cullmann à la 34e, au retour des vestiaires le mythique attaquant allemand Gerd Müller parachève le succès des siens et entérine par la même occasion l'élimination de l'Australie. À la suite de sa défaite (3-0) l'Australie dispute un ultime match sans enjeux contre le Chili. Pour cette ultime rencontre disputée Olympiastadion de Berlin-Ouest, les deux sélections se séparent sur un match nul zéro à zéro. La participation australienne à ce mondial 1974 n'a pas laissé de grands souvenirs, l'Australie repart avec seulement un point d'Allemagne de l'Ouest, sans avoir marqué le moindre but et termine dernière du groupe A. Il faudra attendre 32 ans pour revoir l'Australie en Coupe du monde, de nouveau sur le sol allemand.

### Qualification de la Coupe du monde 1978
Les qualifications, pour la Coupe du monde 1978 se déroulent en 1977, l'Australie se trouve dans le groupe Océanie en compagnie de la Nouvelle-Zélande et de Taïwan, les rencontres se disputent sur un format aller/retour, les Socceroos commencent leur campagne de qualification par deux oppositions face aux taïwanais sur terrain neutre, à Ba aux Îles Fidji. La première rencontre se déroule le 13 mars les Australiens disposent assez facilement de leurs adversaires en s'imposant sur la marque de trois buts à zéro, la seconde rencontre se déroule trois jours plus tard sur la même pelouse, lors de cette rencontre les Australiens éprouvent plus de difficulté pour vaincre l'équipe taïwanaise, mais malgré l'ouverture du score de Fang Shin-sing l'Australie est à égalité avec Taïwan au moment de regagner les vestiaires à la suite d'une réalisation de John Kosmina à la 35e minute, Atti Abonyi quant à lui offre la victoire aux siens peu avant l'heure de jeu. Les Aussies profitent de leur présence sur l'île pour affronter les Fidji, cette rencontre aboutit à la victoire surprise des locaux à Suva. Le 27 mars, les Australiens affrontent les All whites au Cricket Ground de Sydney, les Néo-Zélandais ouvrent le score en tout début de match par l'intermédiaire de Keith Nelson, l'australien égalise à l'heure de jeu à la suite d'un but de son attaquant Peter Ollerton, à la 72e les Australiens prennent l'avantage par l'intermédiaire de John Kosmina, le but du doublé inscrit par Peter Ollerton en fin de match permet aux australiens d'obtenir un précieux succès. Le match nul obtenu à Auckland offre aux australiens la qualification pour le tour suivant.
Pour le tour final, L'Australie se retrouve dans un groupe des 4 autres nations vainqueur de leur groupe de qualification. Les Socceroos commencent leur parcours dans ce second tour, par une rencontre contre Hong Kong le 10 juillet à Adélaïde, les Australiens remportent cette rencontre par trois buts à zéro. Le 14 août la sélection australienne reçoit à l'Olympic Park Stadium de Melbourne la sélection iranienne, cette dernière s'impose par la plus petite des marges grâce à une réalisation de Hassan Rowshan, à la suite de cette contre-performance, les Sud-Coréens disputent le 28 août au Sports Ground de Sydney leur troisième rencontre dans cette phase de qualification, Cha Bum-geun qui ouvre la marque à la 23e minute permet à son équipe d'être en tête à la pause, à la reprise, l'Australie se relance, John Kosmina inscrit en seconde mi-temps un doublé qui offre un succès précieux dans cette rencontre. Le 16 octobre, les Australiens disputent leur ultime rencontre à domicile de cette campagne et s'inclinent sur le score de deux buts à un face au Koweït. Les Australiens obtiennent un précieux point sur le terrain de Séoul à la suite d'un match nul (0-0) face à la sélection sud-coréenne. Le 30 octobre, les Australiens disputent leur sixième rencontre au Hong Kong Stadium, à la suite d'un triplé de Peter Ollerton les Aussies rentrent aux vestiaires avec un avantage confortable, Atti Abonyi creuse de nouveau l'écart sur pénalty à l'heure de jeu, malgré une double réduction du score hongkongaise, les Australiens s'imposent cinq buts à deux grâce à une ultime réalisation de Col Bennett. L'Australie peut encore se qualifier si elle s'impose lors de ses deux ultimes rencontres, mais sa défaite le 19 novembre au Koweït lui ferme quasiment les portes du mondial argentin, l'ultime rencontre du 25 novembre se déroule au Stade Azadi de Téhéran, en cas de victoire et de résultat favorable les Australiens peuvent encore espérer une qualification qui serait miraculeuse, malheureusement pour l'Australie Ghafour Djahani inscrit pour l'Iran le seul but de la rencontre.

### Qualification de la Coupe du monde 1982
Les qualifications pour la Coupe du monde 1982, se déroulent en 1981, l'Australie se trouve dans le groupe Océanie en compagnie de la Nouvelle-Zélande, de Taïwan, d'Indonésie et des Fidji, les Australiens disputent leur première rencontre dans cette campagne au Mount Smart Stadium d'Auckland face aux Néo-Zélandais, le doublé d'Eddie Krnčević et la réalisation de Ken Boden permet aux australiens de mener d'un but à la pause, un but de Sumner en fin de seconde période permet aux Néo-Zélandais d'arracher le match nul, le 16 mai les Australiens affrontent de nouveau les All whites pour le match retour, sur le terrain du Sydney Cricket Ground, les Australiens sont défaits par les Néo-Zélandais qui inscrivent un but lors de chaque période. Quatre jours plus tard, les Australiens ont besoin d'une victoire pour se relancer dans cette poule, ils affrontent la sélection indonésienne à l'Olympic Park Stadium de Melbourne, lors de cette rencontre, les Australiens s'imposent deux buts à zéro grâce à deux réalisations de John Kosmina puis de Alan Davidson en première mi-temps. La rencontre suivante se déroule à Adélaïde contre Taïwan, à la suite d'un but du défenseur Tony Henderson, les Socceroos mènent d'un but à la pause, 11 minutes après la reprise John Kosmina double la mise, à la 68e minute de jeu, Gary Byrne en transformant un coup de pied de réparation creuse une nouvelle fois l'écart, les deux réalisations de Deng Chyan dans les dix dernières minutes du temps réglementaire ne permettent pas à sa sélection d'éviter une défaite sur le sol australien. Le 26 juillet les Australiens retrouvent une sélection fidjienne qui les avait défaite quatre ans plus tôt, au Stade national de Suva les Australiens connaissent un début de match idéal, Gary Cole inscrit le premier but de la partie à la 4e minute, au bout de dix minutes de jeu les Australiens mènent déjà de deux buts grâce à son milieu de terrain Murray Barnes, l’ailier Peter Sharne inscrit un nouveau but pour l'Australie avant que quelques minutes plus tard Gary Cole inscrive son deuxième but de la partie pour permettre aux siens de mener de 4 buts à la 32e, les Australiens ne marqueront plus au cours de ce match se contentant de gérer un résultat positif pour eux, en fin de match Vuilanassa sauve l'honneur pour les locaux. Le 14 août, les Australiens retrouvent les fidjien pour disputer le match retour sur la pelouse de l'Olympic Park Stadium de Melbourne, les 3 500 spectateurs assistent à la victoire éclatante par dix buts à zéro de leurs protégés. À la mi-temps grâce aux deux doublées de Dave Mitchell et de Gary Cole, les Australiens mènent de quatre buts à la pause, en seconde période Gary Cole inscrit cinq autres buts lors de ce match pour porter son total à sept buts, Dave Mitchell quant à lui inscrit à la 80e minute de jeu l'ultime but de la rencontre qui lui permet de réaliser un hat-trick. À cause de la victoire des néo-zélandais face aux fidjiens (13-0) le 16 août à Auckland, les Australiens sont donc éliminés à deux journées de la fin, le sélectionneur national décide alors d’emmener avec lui un groupe rajeuni pour ces deux ultimes déplacements. Le 30 août, les Australiens se déplacent à Surabaya en Indonésie, et ils s’inclinent en toute fin de match sur un but de Risdianto. Les australiens ont clos leur campagne de qualification par un déplacement à Taipei, cet ultime match contre taïwanais se conclut par un match nul sans le moindre but inscrit.

### Qualification de la Coupe du monde 1986
Les qualifications pour la Coupe du monde 1986, se déroulent en 1985, l'Australie se trouve dans le groupe Océanie en compagnie de la Nouvelle-Zélande, de Taïwan et d'Israël. Les australiens commencent leur campagne de qualification au Mount Smart Stadium de Auckland, devant les 14 286 fans néo-zélandais, aucune de deux équipes ne parvint à prendre le meilleur sur l'autre ainsi cette partie débouche sur un match nul et vierge. Les Australien sdisputent le 8 octobre au Stade Ramat Gan de Tel Aviv-Jaffa leur deuxième rencontre de qualification, aucun but n'est marqué au cours du premier acte, mais au retour des vestiaires, les Australiens accélèrent, Dave Mitchell ouvre le score à la 46e minute de jeu, John Kosmina quant à lui double la mise quatre minutes plus tard, malgré la réduction du score de Zahi Armeli à la 65e, les Australiens obtiennent leur première victoire dans cette campagne de qualification. Le match retour face aux israéliens est disputé le 20 octobre à l'Olympic Park Stadium de Melbourne, le défenseur australien David Ratcliffe ouvre la marque pour les siens à la 32e minute de jeu, mené au score à la pause Israël revient au score dès le retour des vestiaires par l'intermédiaire de Avi Cohen, plus aucun autre but ne sera marqué dans cette rencontre qui offre un cinquième point en trois matchs. Trois jours plus tard l'Australie dispute à 'l'extérieur' contre Taïwan au Hindmarsh Stadium de Adélaïde, le défenseur central australien Robbie Dunn lance idéalement son équipe en ouvrant le score au bout de deux minutes de jeu, Chun Keui Chiang contre son camp permet aux Australiens de faire le break au quart d'heure de jeu, Dave Mitchell inscrit un triplé en seconde mi-temps permettant à sa sélection de prendre le large, Robbie Dunn qui a ouvert le score en début de match inscrit un doublé sur penalty et clôt la marque finale au bout du temps réglementaire. Le 27 octobre au St George Stadium de Sydney, l'Australie dispute son match retour face à Taïwan, Žarko Odžakov ouvre la marque pour sa sélection nationale quelques minutes avant la pause, Žarko Odžakov et John Kosmina réussissent tous deux un triplé au cours de cette rencontre, les Australiens s'imposent finalement sur le score fleuve de huit buts à zéro. Le 3 novembre, les Australiens remportent une victoire décisive pour la qualification face aux Néo-Zélandais, grâce à John Kosmina qui ouvre le score peu avant le quart d'heure de jeu et Dave Mitchell qui double la mise quelques secondes après la reprise. L'Australie remporte sa poule et se qualifie ainsi pour un barrage intercontinental face au moins bon deuxième de la zone UEFA. Les Australiens affrontent pour ce barrage une équipe d'Écosse qui voit les débuts à sa tête de Alex Ferguson qui succède à Jock Stein qui décède en 1985 d'une crise cardiaque lors d'un match contre le pays de Galles. Le match aller se dispute à l'Hampden Park de Glasgow, devant 61 940 écossais, les Australiens qui ont bien résisté en première période sont dominés dès le retour des vestiaires, les Australiens encaissent deux buts par Davie Cooper à la 53e minute puis Frank McAvennie à la 59e minute, ces deux réalisations et ce score final de deux zéros met grandement la sélection australienne avant le match retour disputé à domicile. L'Australie qui a besoin de gagner par deux buts d'écart pour accrocher la prolongation ne gagne pas son pari lors de ce match retour disputé 4 décembre à l'Olympic Park Stadium de Melbourne, et ne peut finalement faire mieux qu'un match nul (0-0) contre de vaillant écossais, ce match nul ferme la route du mondial mexicain au Socceroos.

### Jeux olympiques d'été 1988
Les Australiens commencent leur campagne de pré-qualification à Taipei 15 novembre 1987, les Socceroos s'imposent lors de cette première sur le score de trois buts à zéro face aux taïwanais, les Australiens jouent leur match retour face à Taïwan le 26 février au Canberra Stadium, les Aussies s'imposent sur la même marque qu'au match aller à la suite d'un doublé de Graham Arnold et un autre but de Frank Farina. Pour les qualifications pour les Jeux olympiques d'été de 1988, les Australiens affrontent la Nouvelle-Zélande, de Taïwan, d'Israël. La campagne de qualification débute le 6 mars à l'Olympic Park Stadium de Melbourne face aux israéliens, lors de cette rencontre initial les Australiens s'imposent grâce au penalty transformé par Charlie Yankos à la 70e minute et un but dans les arrêt de jeu de Frank Farina. Trois jours plus tard à Adélaïde, Taïwan affronte les Australiens chez eux et ils s'inclinent sur le score de trois buts à deux. Le 13 mars au Sydney Football Stadium les Australiens affrontent leurs voisins néo-zélandais et ils s'imposent sur le score de trois buts à un. Fin mars 1988, les Australiens traversent la Mer de Tasman pour jouer leurs matchs retours. Le 20 mars à Christchurch, israéliens et australiens se séparent sur un match nul et vierge. À Wellington, Socceroos et All whites se rencontrent de nouveau pour le match retour et les deux équipes effectuent un match nul (1-1). Le 27 mars lors de l'ultime rencontre de qualification pour les JO disputée à l'Eden Park d'Auckland les Australiens s'imposent face à une faible équipe taïwanaise sur le score de 3 buts à 0, ce résultat ouvre pour la deuxième fois de leur histoire les portes des jeux olympiques à la sélection australienne.
Afin de préparer au mieux ce tournoi olympique, les Australiens disputent une série de quatre matchs amicaux en 10 jours en juillet 1988 dans le cadre du Australia Bicentenary Gold Cup. Lors de la première rencontre disputée à l'Olympic Park Stadium de Melbourne face au triple champion du monde brésilien, les Australiens s’inclinent sur un but inscrit par Romário à la 31e minute. Le second match est disputé le 9 juillet au Sydney Football Stadium contre l'Équipe d'Arabie saoudite, les Australiens prennent rapidement l'avantage lors de cette rencontre, Scott Ollerenshaw ouvre le score à la 6e minute, Frank Farina lui double la mise en faveur des siens peu de temps avant la mi-temps, ce dernier inscrit en fin de match le but du qui entérine la victoire australienne. Pour l'ultime match de poule, les Australiens rencontrent une autre grande nation sud-américaine, l'Argentine, les Aussies font rapidement la différence en inscrivant le premier but de la partie en tout début de match par l'intermédiaire de Paul Wade, à la demi-heure de jeu les Australiens sont rejoints par le but marqué par le défenseur central argentin Oscar Ruggeri, trois minutes avant la pause les Australiens reprennent l'avantage grâce à Charlie Yankos, ce dernier donne de l'air à son équipe en transformant un penalty peu après l'heure de jeu, Vlado Bozinovski inscrit à la 80e minute l'ultime but de la rencontre. En finale, les Australiens retrouvent le Brésil et ils s’inclinent de nouveau à la suite des réalisations de Romário et de Müller.
Pour les Jeux olympiques, le sélectionneur yougoslave Frank Arok choisit une équipe forte, composée notamment de l'ex-défenseur de Nottingham Forest Alan Davidson et de l'attaquant Sydney Olympic FC John Kosmina. L'équipe est composée également de Graham Arnold, Frank Farina et Charlie Yankos. Le tirage au sort place la sélection australienne dans le groupe D en compagnie du Brésil, de Yougoslavie et du Nigeria. Le 18 septembre, les Australiens commencent leur tournoi olympique à Gwangju, devant les 12 000 spectateurs présents, Frank Farina bat le gardien de but yougoslave Dragoje Leković à la 48e minute, ce but offre la première victoire dans ce tournoi au Olyroos. Le 20 septembre, les Australiens affrontent les brésiliens à Stade Dongdaemun de Séoul, devant les 15 000 spectateurs présents au stade, les Australiens sont dominés et rapidement menés au score à la suite d'un but de Romário, mené à la mi-temps, les Australiens s'effondrent et encaissent deux nouveaux buts aux 57e et 61e minute de jeu, inscrit par Romário qui réalise lors de ce match un triplé. L'ultime match de poule contre le Nigeria est décisif pour la qualification en quart de finale, cette rencontre au sommet se dispute de nouveau à Séoul, les Australiens grâce à un but de John Kosmina à la 76e minute de jeu, remporte ce match décisif et se qualifient pour la deuxième fois de leur histoire en quart de finale d'un tournoi olympique. Le 25 septembre les Australiens affrontent l'URSS en quart de finale à Busan. Revenu au vestiaire sur un score nul et vierge, la seconde mi-temps est plus difficile pour les Australiens, Igor Dobrovolski inscrit un doublé sur pénalty à la 50e et 54e minute, quelques minutes plus tard Oleksiy Mykhaylychenko achève le succès soviétique. Une nouvelle fois, les Australiens achèvent leur parcours en quart de finale, cette fois contre le vainqueur de l'épreuve. Le tournoi olympique 1988 fut le dernier avant l'établissement de la tranche d'âge des moins 23 ans pour les participants, ce qui entraîne la création de l'Équipe d'Australie olympique de football.

### Qualification de la Coupe du monde 1990
Les qualifications pour la Coupe du monde 1990, se déroulent à partir de 1988. Les australiens lancent leur préparation à ces qualifications par une série de deux matchs amicaux face à la Nouvelle-Zélande, le 12 octobre à Dunedin les australiens s'imposent sur la marque de deux à un, quatre jours plus tard, à Bendigo dans l'État de Victoria, les Australiens s'imposent de nouveau sur leur adversaire néo-zélandais, cette fois-ci un peu plus facilement en s’imposant sur le score de deux buts à zéro grâce à un doublé de Warren Spink. Au Premier tour, l’Australie affronte les Fidji. Le match aller se dispute à Nadi et voit la victoire surprise des locaux à la suite d'un but de Madigi en milieu de deuxième période. Obligés de remporterleur match retour qui se déroule à Speers Point en Nouvelle-Galles du Sud le 3 décembre, les Australiens lancent idéalement leur match grâce à un but de Charlie Yankos à la 9e minute de jeu, effaçant du même coup le retard du match aller, Warren Spink lui offre deux buts d'avance à sa sélection laissant entrevoir la qualification. En seconde période, Yankos offre à la 69e minute sur penalty un véritable bol d'air à son équipe, dans les dix dernières minutes de jeu les Australiens inscrivent de nouveaux buts assurant un large succès à leur pays, Dalai réduit l'écart en fin de match mais ceci n'affecte en rien la qualification australienne. Au second tour, les Australiens se trouvent dans une poule de trois en compagnie de la Nouvelle-Zélande et d'Israël. Pour le début de ces qualifications qui se déroule en 1989, l'Australie reçoit la Nouvelle-Zélande au Sydney Football Stadium le 12 mars, les Australiens inscrivent lors de ce match deux buts par mi-temps et la réduction du score néo-zélandaise à la 70e minute n’empêche pas les Australiens de lancer idéalement leur campagne de qualification. Le 19 mars, les Australiens se déplacent en Israël au Stade Ramat Gan, l’ouverture du score de Charlie Yankos à vingt minutes du terme de la partie laisse entrevoir un deuxième succès en deux rencontres mais un pénalty transformé par Ohana permet aux Israéliens d'arracher un point précieux. Le 2 avril à Auckland, les Australiens s’inclinent contre les All Whites sur le score de deux buts à zéro. Le 16 avril à Sydney les Australiens affrontent la sélection de l'état hébreux, ce match décisif pour la qualification car en cas de succès ce sont les Australiens qui sont qualifiés pour les barrages, dans le cas contraire les Israéliens remporteraient la phase de qualification océanique. L'ouverture du score d'Ohana (déjà buteur à l'aller) avant la mi-temps met en difficulté les Socceroos, Paul Trimboli égalise à la 88e minute mais la défense israélienne restera hermétique aux ultimes offensives australienne. Ce match nul élimine les Australiens et laisse Israël rejoindre la Colombie en barrage intercontinentale.

## 1991–2003: décollage de l’Australie

### Qualification de la Coupe du monde 1994
Les qualifications pour la Coupe du monde 1994, se déroulent à partir de septembre 1992. Pour leur premier tour de qualification, les Australiens sont placés dans une poule en compagnie de Tahiti et des îles Salomon. Pour leur entrée dans la compétition, les Australiens se déplacent à Honiara aux Îles Salomon, le buteur australien Carl Veart inscrit le premier but de la rencontre et permet à l’Australie de mener rapidement au score, Hollies Vato égalise pour les Salomon à 7 minute du terme de la rencontre mais les Australiens s'imposent finalement sur le fil grâce à Tommy McCulloch. Le 11 septembre, les Australiens jouent leur deuxième rencontre à l'extérieur à Papeete, Damian Mori permet aux Australiens de mener au score dès la 2e minute de jeu, Carl Veart permet aux siens de faire le break à une minute du terme du premier acte, en seconde période, les Australiens inscrivent une troisième but par l’intermédiaire de Paul Wade à l'heure de jeu. Le 20 septembre, les Australiens affrontent Tahiti à Brisbane, les deux réalisations de Carl Veart en première mi-temps puis celle de Mehmet Durakovic à l'heure de jeu permettent aux australiens de s'imposer sur le score de deux à zéro. Le 26 septembre, les Australiens disputent leur ultime rencontre dans ce 1er tour de qualification, ils reçoivent les îles Salomon à Newcastle, lors de cette rencontre les Australiens ouvrent rapidement la marque grâce à un but de leur attaquant d'origine turque Aytek Genc à la 4e minute, cependant cet avantage est de courte durée puisque Charles Ashley égalise deux minutes plus tard, à la mi-temps le score est de un partout, en seconde période les Australiens accélèrent, Ian Gray permet aux siens de reprendre l'avantage à l'heure de jeu et sept minutes plus tard Paul Wade offre deux buts d'avance à la sélection australienne, en fin de match les Socceroos accélèrent de nouveau et ils inscrivent trois nouveaux buts par l’intermédiaire de Carl Veart, de Greg Brown et de Mehmet Durakovic. Au tour suivant, les Australiens affrontent les Néo-Zélandais vainqueur de l'autre poule de qualification de la zone Océanie, le 30 mai les australiens se déplacent au Mount Smart Stadium de Auckland, aucun but n'est inscrit au cours de la première période, Graham Arnold permet aux siens de prendre l'avantage à la 55e minute de jeu, ce but permet aux australiens de prendre un avantage précieux avant le retour. Le 6 juin les Australiens reçoivent à l'Olympic Park Stadium de Melbourne, les Australiens lancent idéalement leur rencontre, Carl Veart ouvre le score dès la première minute de jeu, Aurelio Vidmar permet aux Aussies de doubler la mise dès la 4e minute de jeu, au retour des vestiaires Ned Zelić inscrit un dernier but pour l’Australie, les Australiens s'imposent trois buts à zéro et se qualifient pour le tour suivant. Au tour suivant les Australiens affrontent le finaliste de la zone CONCACAF, le match aller se déroule le 31 juillet au stade du Commonwealth d'Edmonton, juste avant la fin de la première période, Nick Dasovic inscrit un but contre son camp qui permet à l'Australie de mener au score, le défenseur canadien Mark Watson qui inscrit son premier but international égalise sur corner pour les siens, à la 57e minute de jeu Domenic Mobilio d'une volée donne l'avantage aux canadiens. Le 15 août, le match retour se déroule au Sydney Football Stadium, Frank Farina ouvre le score à la 45e minute de jeu d'un superbe retourné acrobatique, le milieu de terrain canadien Lyndon Hooper égalise et offre provisoirement la qualification aux siens mais Mehmet Durakovic redonne l'avantage à son équipe grâce à une tête lobée qui trompe le portier canadien et remet les deux sélections à égalité sur l'ensemble des deux matchs. Aucun autre but ne sera inscrit au cours de la rencontre et la décision est faite lors de la séance des tirs au but, les Canadiens Alex Bunbury et Mike Sweeney voient leurs deux tentatives successivement repoussés par le jeune Mark Schwarzer qui honore lors de cette rencontre sa deuxième sélection, Frank Farina trompe le gardien lors du dernier tir au but et qualifie les Australiens pour le tour suivant. Le 31 octobre, les Australiens affrontent l'Argentine au Sydney Football Stadium, Abel Balbo donne l'avantage aux argentins de la tête à la suite d'un centre de Diego Maradona, à la 42e minute de jeu Aurelio Vidmar égalise pour l'Australie. À la suite du match nul de l'aller tout reste possible pour les deux équipes lors du match retour qui se déroule à Stade Monumental Antonio Vespucio Liberti de Buenos Aires, à la 59e minute de jeu Alex Tobin contre un centre Gabriel Batistuta et trompe malheureuse son gardien, les Australiens n’inscriront aucun but lors de cette rencontre et ils sont éliminés aux portes du mondial américain.

### Coupe des confédérations 1997

Feuille de match de la finale de la Coupe des confédérations 1997.

Les Australiens participent à leur première Coupe des confédérations en tant que vainqueur de la Coupe d'Océanie 1996, cette édition 1997 est la première organisée par la FIFA, cette compétition regroupe les différents champions continentaux ainsi que les champions du monde brésiliens. Lors de cette édition, le sélectionneur national Terry Venables s'appuie sur la qualité défensive de sa sélection, alignant très souvent cinq joueurs en défense, et sur des systèmes de jeu assez défensifs (5-3-2) ou (3-5-2), en phase offensive, les australiens s’appuient sur la vitesse et les contre-attaque pour marquer. Les Australiens sont placés dans le groupe A en compagnie de l'Arabie saoudite (nation hôte et vainqueur de la Coupe d'Asie des nations 1996), du Brésil (vainqueur de la Coupe du monde 1994) et du Mexique (vainqueur de la Gold Cup 1996). Pour son entrée dans la compétition, les Australiens affrontent les Mexicains devant les 15000 spectateurs du Stade international du Roi-Fahd de Riyad. Mark Viduka réussit à tromper la vigilance du portier mexicain Oswaldo Sánchez à quelques secondes de la mi-temps, il permet ainsi aux siens de regagner les vestiaires avec un but d'avance au tableau d'affichage. À la 59e minute de jeu, John Aloisi double la mise pour l'Australie, à dix minutes du terme Željko Kalac concède un pénalty que les mexicains transforment par l'intermédiaire de Luis Hernández, c'est finalement Damian Mori qui en devançant le gardien du Mexique inscrit de la tête le but de la victoire. L'Australie s'impose 3 à 1 lors de son premier match de poule. Le 14 décembre, les Australiens affrontent les quadruples champions du monde brésilien, solide défensivement, les australiens obtiennent un match nul (0-0). Deux jours plus tard les Australiens affrontent l'Arabie saoudite chez elle à Riyad, lors de cette rencontre, les saoudiens déjà éliminés sauvent l'honneur grâce à l'heure victoire 1 but à 0 , à la suite de la défaite des Mexicains face au Brésil, les Australiens sont qualifiés pour les demi-finales. En Demi-finale, les aussies rencontrent l'Uruguay, premiers de leur groupe avec trois victoires en autant de rencontres. Le 19 décembre au Stade international du Roi-Fahd de Riyad, les deux équipes ne parviennent pas à se départager, le score au terme du temps réglementaire est de 0 à 0. Le joueur du Leeds United Football Club, Harry Kewell trompe d'un tir du gauche depuis l'entrée de la surface le gardien de but uruguayen Claudio Flores, ce but en or inscrit en prolongation à la 92e minute qualifie les Australiens pour la finale. Après le match nul 0-0 entre l'Australie et la Seleção au premier tour, le Brésil s'impose largement en finale sur le score de 6-0. Les Australiens ont déjà mené 3 buts à 0 à la mi-temps, les attaquants Romário et Ronaldo inscrivent chacun trois buts et concrétisent la nette domination sud-américaine.

### Qualification de la Coupe du monde 1998
Les qualifications pour la Coupe du monde 1998, se déroulent à partir de juin 1997. Les Australiens commence leur qualification dans un groupe de trois équipes en compagnies des îles Salomon et de Tahiti. Ils disputent leur première rencontre le 11 juin à Sydney et remportent assez facilement leur rencontres face aux îles Salomon battues sur le score de treize buts à rien notamment grâce aux quintuplés de Damian Mori et John Aloisi. La seconde rencontre se déroule deux jours plus tard, toujours à Sydney, face aux Tahitiens. Les Australiens prennent rapidement le large lors de cette rencontre en menant de trois buts à la pause, les Australiens ajouteront deux nouveaux buts pour s'imposer finalement 5 à 0. Les Australiens disputent leur match retour face aux îles Salomon le 17 juin au Parramatta Stadium de Sydney, le aussies mènent rapidement trois à zéro au tableau d'affichage, ils menènent trois zéro à la pause puis ajoutent deux nouveaux buts inscrits par Ernie Tapai pour porter la marque à 5-0, les Australiens font face à la révolte des joueurs des îles Salomon qui réduisent l'écart à deux reprises, Aurelio Vidmar clôt la marque à la 75e minute su pénalty. Le match retour contre Tahiti est sans le moindre enjeu car les australiens sont déjà qualifiés, les Australiens jouent cependant la rencontre à fond et ils s’imposent sur le score de deux buts à zéro.
Au tour suivant, les Australiens retrouvent la Nouvelle-Zélande vainqueur de l'autre groupe de qualification d’Océanie. Le match aller se déroule le 28 juin à Auckland, John Aloisi ouvre le score pour sa sélection, Aurelio Vidmar double la mise à la 42e minute de jeu, Craig Foster clôt le score peu après l'heure de jeu et il permet à son équipe de s'imposer 3 à 0 sur le sol néo-zélandais. Le match retour est disputé le 5 juillet à Sydney, les Australiens prennent rapidement l'avantage face à son adversaire du jour en ouvrant le score par l'intermédiaire de Ned Zelic dès la 6e minute de jeu. Le buteur Graham Arnold double le score après dix minutes de jeu en seconde période, ce but permet aux Australiens de l'emporter 2-0, cette double victoire (5-0 sur l'ensemble des deux rencontres) qualifie les Australiens pour les barrages intercontinentaux face à une sélection asiatique.
Pour le barrage intercontinental, les Australiens affrontent la sélection iranienne, le match aller se déroule le 22 novembre au Stade Azadi de Téhéran. Devant 100 000 spectateurs, les Australiens ouvrent le score par l'intermédiaire de Harry Kewell à la 19e minute. Vingts minutes plus tard Khodadad Azizi égalise, plus aucun but ne sera inscrit, les Australiens ramènent d'Iran un match nul favorable, lors du match retour une semaine plus tard, 85 000 australiens sont présents au Melbourne Cricket Ground pour supporter leur sélection. Harry Kewell ouvre le score à la première demi-heure de jeu en reprenant un centre au deuxième poteau. Dès la deuxième minute de la seconde période, Aurelio Vidmar double le score en reprenant d'une reprise de volée une tête repoussée par le poteau de Ahmadreza Abedzadeh. Les Australiens concèdent deux buts en cinq minutes, Karim Bagheri réduit l'écart puis Khodadad Azizi égalise à dix minutes du terme. Le match nul du retour sur le score de deux partout élimine la sélection australienne du mondial 98 à cause de la règle du but à l'extérieur.

### Coupe des confédérations 2001

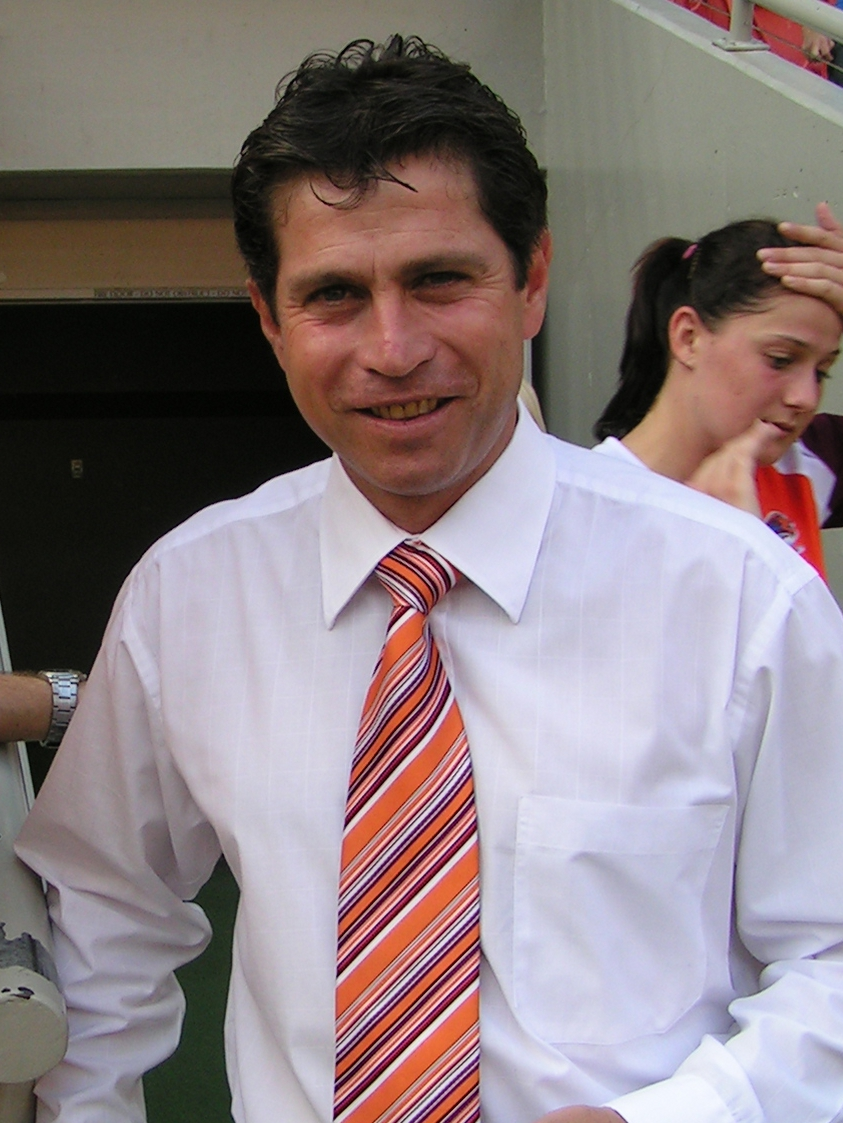
Frank Farina, sélectionneur de 1999 à 2005.

Les Australiens participent à leur seconde Coupe des confédérations en tant que vainqueur de la Coupe d'Océanie 2000, cette compétition regroupe les différents champions continentaux ainsi que les champions du monde français. L'équipe australienne est menée lors de cette compétition par son jeune sélectionneur Frank Farina, lors de cette compétition, les Australiens ont adopté le système en 4-4-2 en phase offensive et en 4-5-1 en phase défensive. Lors de cette compétition, les Australiens sont placés dans le groupe A en compagnie de la Corée du Sud qui est qualifié en tant que nation hôte, la France qualifiée comme vainqueure de l'Euro 2000 et vainqueure de la Coupe du monde de la FIFA 1998, et de la sélection du Mexique qui est tenant du titre. Les Australiens commencent leur tournoi le 30 mai au Suwon World Cup Stadium face au Mexique, lors de ce tournoi, les Australiens évoluent sans ces deux attaquants majeurs Harry Kewell et Mark Viduka, cependant malgré cette absence de buts, ils ouvrent rapidement le score grâce à un but de la tête de Shaun Murphy au second poteau en reprenant un centre de Steve Corica venu de la droite. Après la pause, Josip Skoko, un des meilleurs joueurs de la rencontre, double la mise d'une frappe du gauche à l'entrée de la surface de réparation mexicaine, une fois cet avantage obtenu, le sélectionneur australien adopte un système de jeu plus défensif, le (4-5-1). Les Australiens s'imposent deux buts à zéro lors de cette rencontre inaugurale. Pour leur seconde rencontre, les Australiens affrontent les champions du Monde et d'Europe en titre français le 1er juin au Daegu World Cup Stadium. Lors de ce match les Socceroos remportent une victoire surprise (1-0) mais méritée face à une élection fortement remaniée (9 nouveaux joueurs). Les Australiens ouvrent le score à l'heure de jeu grâce à un but de Clayton Zane qui profite d'un coup franc de Josip Skoko mal repoussé par le portier néo-international Grégory Coupet, les Aussies passent de nouveau en (4-5-1) pour repousser les derniers assaut français. Le 3 juin, les Australiens affrontent la Corée du Sud chez elle à Suwon, lors de cette rencontre, les Australiens ont un pied et demi en demi-finale après ses deux succès initiaux, à la 25e minute Hwang Sun-hong trompe Mark Schwarzer d'un lob de l’extérieur du pied. Malgré un jeu plus offensif en seconde période, les Australiens s'inclinent 1 but à 0 face à leur adversaire du jour mais sont tout de même qualifié pour les demi-finales à la différence de but. En demi-finale c'est le Japon, premier de son groupe qui affronte l'Australie le 7 juin au Yokohama International Stadium. Cette rencontre se déroule dans des conditions particulièrement difficiles à cause des pluies diluvienne qui se sont abattues sur Yokohama. À la 47e minute de jeu, Hidetoshi Nakata inscrit le seul but de la rencontre sur un coup franc placé dans l'axe superbement frappé à ras de terre. Les Australiens ont eu le ballon en majorité lors de la rencontre, cependant ils n'ont pas pu revenir au score et ils s’inclinent finalement 1 but à 0. Le 9 juin, les Australiens au Munsu Cup Stadium de Ulsan affrontent les brésiliens qui se sont inclinés face aux Français (2-1) en demi-finale. Lors de cette rencontre, les Australiens dominent le début de match mais ce sont les Brésiliens qui se sont par la suite montrés les plus dangereux, grâce à un bon début de match de leur portier Mark Schwarzer. Les Aussies rentrent au vestiaire avec le match nul (0-0). À la 84e minute Shaun Murphy reprend de la tête un coup-franc à gauche de la surface tiré par Stan Lazaridis. Les Australiens remportent cette rencontre (1-0) ce qui leur offre la médaille de bronze lors de cette compétition.

### Qualification de la Coupe du monde 2002
Les qualifications pour la Coupe du monde 2002, se déroulent à partir d'avril 2001. Pour leur entrée dans la compétition, les Australiens sont placés dans le groupe 1, une poule de cinq en compagnie des Fidji, des Samoa, de Samoa américaines et des Tonga. L'ensemble des matchs du groupe 1 est déroulé du 7 au 16 avril à Coffs Harbour en Australie. L'Australie pour son entrée dans la campagne de qualification affronte les Tonga au Coffs Harbour International Stadium, lors de cette rencontre les Australiens s'imposent très largement (22-0), ont peu noté lors de cette rencontre les excellentes prestations de John Aloisi auteur d'un sextuplé, de Damian Mori et du défenseur central Kevin Muscat, tous deux auteurs d'un quadruplé, au total il y a neuf buteurs australiens différents lors de cette rencontre. Le deuxième de groupe est disputé le 11 avril ce match est entré dans l'Histoire, les Australiens s'imposent 31 buts à 0 face aux Samoa américaines, lors de cette rencontre, Archie Gerald Thompson devient le détenteur du record de nombre de buts marqués dans un match international (13). Lors du troisième match de poule l'Australie affronte la sélection australienne affronte les Fidji et ils s'imposent (2-0) grâce aux réalisations de Steve Corica en première période puis de Hayden Foxe en seconde. Pour l'ultime rencontre les Australiens affrontent les Samoa, déjà qualifiés, les Australiens s'imposent (11-0).
Pour la place qualificative pour le barrage intercontinental, les Australiens affrontent dans une confrontation aller-retour son adversaire le plus illustre en Océanie, la Nouvelle-Zélande. Le Match aller se déroule le 20 juin au Westpac Stadium de Wellington, devant les 19500 spectateurs kiwis, les Aussies réussissent à s'imposer (2-0) grâce au doublé de Brett Emerton. Le match retour se déroule le 24 juin à l'ANZ Stadium de Sydney. Lors de cette rencontre l’Australie ouvre le score dès la 5e minute à la suite d'un but de David Zdrilic, cinq minutes avant la pause Brett Emerton double la mise en faveur de sa sélection, mais quatre minutes plus tard Vaughan Coveny réduit l'écart sur penalty. En seconde période, l'Australie inscrit de nouveaux buts par John Aloisi 56e puis par David Zdrilic qui réussit un doublé. L'Australie s'impose finalement (4-1) lors de cette rencontre, elle est qualifiée pour le tour suivant (6-1) sur l'ensemble des deux rencontres.
Pour son barrage intercontinentale, l'Australie affront l'Uruguay, cinquième de la zone de qualification CONMEBOL. Le match aller se déroule le 20 novembre en Australie, au Melbourne Cricket Ground. Au cours de la première période, aucune des deux sélections ne parvient à prendre le meilleur sur l'autre et les deux équipes rentrent au vestiaire sur la marque de 0 à 0, le match bascule à la 78e de jeu, lorsque l'attaquant Paul Agostino est accroché dans la surface uruguayenne, le défenseur Kevin Muscat exécute la sentence en frappant du plat du pied au centre de la cage de Fabián Carini. Le match retour se déroule cinq jours plus tard, au Stade Centenario de Montevideo devant 62000 Uruguayens. 
Les joueurs de la céleste font rapidement leur retard du match aller à la suite d'une réalisation de Darío Silva au quart d'heure de jeu. Au moment de regagner les vestiaires, les deux sélections sont à égalité parfaite sur l'ensemble des deux matchs. À la 70e minute de jeu, Richard Morales double la mise pour son équipe en détournant de la tête un coup franc, dans les arrêts de jeu, Richard Morales réussit le doublé sur un superbe service d'Álvaro Recoba et envoie la Céleste au mondial 2002. L'Australie est une nouvelle fois éliminée à une marche du but, elle ne parvient pas à se qualifier pour la septième fois d'affilée pour une phase finale de coupe du monde.

## 2004–06: «La génération dorée»

### Coupe d'Océanie 2004
La sélection Australienne dispute la Coupe d'Océanie 2004 du 29 mai au 12 octobre 2004, le premier tour se dispute en mai et en juin 2004 à Adélaïde en Australie. Ce premier tour de qualification fait aussi partie des qualifications de la coupe du monde 2006. Les Australiens disputent leur premier match face à leur adversaire historique, la Nouvelle-Zélande. Lors de ce match, les Socceroos s'imposent un but à zéro grâce à un but de Mark Bresciano peu avant le retour aux vestiaires. Aucun autre but ne sera inscrit lors de cette rencontre, avec cette première victoire (1-0) les Australiens lancent idéalement leur qualification. La seconde rencontre se déroule le 31 mai face aux Tahitiens, Tim Cahill lance idéalement les Soccersoos au quart d'heure de jeu, le milieu de terrain Josip Skoko double la mise à la 43e minute, une minute plus tard un but contre son camp d'un Tahitien permet aux Australiens de mener (3-0) à la pause. Au retour des vestiaires les Australiens reprennent leur marche en avant, à la 47e Tim Cahill inscrit le quatrième but de la partie, Mile Sterjovski inscrit en deuxième mi-temps un triplé (51e, 61e et 74e minutes) portant la marque à (7-0). David Zdrilic puis Scott Chipperfield inscrivent lors des cinq dernières minutes de nouveaux buts portant la victoire Australienne à (9-0). Le 2 juin, L'Australie affronte les Fidji sur la pelouse du Hindmarsh Stadium, le défenseur australien Adrian Madaschi ouvre le score dès la 6e minute, Laisiasa Gataurua relance le match en égalisant dix minutes plus tard, Tim Cahill permet aux australiens de reprendre l'avantage quelques minutes avant la pause. Adrian Madaschi inscrit un doublé dès le retour des vestiaires, aux 66e et 75e minutes Tim Cahill inscrit deux nouveaux buts et réalise son premier triplé avec la sélection nationale, Ahmad Elrich inscrit juste avant la fin du match le but du (6-1). Le 4 juin, les Australiens rencontrent les Vanuatu, John Aloisi ouvre le score à la 25e minute, les deux équipes rentrent aux vestiaires sur ce score de (1-0), en fin de match les Australiens inscrivent de nouveaux buts par Brett Emerton (81e) puis de nouveau par John Aloisi (85e), à l'issue de cette victoire (3-0), les Australiens sont déjà qualifiés avant même l'ultime rencontre. Le 6 juin, les Socceroos affrontent les îles Salomon, les Australiens sont surpris par l'ouverture du score de Commins Menapi peu avant la pause, au retour de vestiaires, l'Australie se reprend et en deux minutes les Aussies prennent les devants, par Tim Cahill à la 50e minute de jeu puis par Brett Emerton deux minutes plus tard, en fin de match, Commins Menapi réussit un doublé et il empêche l'Australie de remporter un cinquième match d'affilée. Avec ce match nul (2-2), Australien et Salomoniens sont ainsi qualifiés pour la finale (aller-retour) de la Coupe d'Océanie 2004 ainsi que pour les finales de la zone Océanie des qualifications de la coupe du monde 2006.
La sélection Australienne dispute la Coupe d'Océanie 2004 du 29 mai au 12 octobre 2004, le premier tour se dispute en mai et en juin 2004 à Adélaïde en Australie. Ce premier tour de qualification fait aussi partie des qualifications de la coupe du monde 2006. Les Australiens disputent leur premier match face à leur adversaire historique, la Nouvelle-Zélande. Lors de ce match, les Socceroos s'imposent un but à zéro grâce à un but de Mark Bresciano peu avant le retour aux vestiaires. Aucun autre but ne sera inscrit lors de cette rencontre, avec cette première victoire (1-0) les Australiens lancent idéalement leur qualification. La seconde rencontre se déroule le 31 mai face aux Tahitiens, Tim Cahill lance idéalement les Soccersoos au quart d'heure de jeu, le milieu de terrain Josip Skoko double la mise à la 43e minute, une minute plus tard un but contre son camp d'un Tahitien permet aux Australiens de mener (3-0) à la pause. Au retour des vestiaires les Australiens reprennent leur marche en avant, à la 47e Tim Cahill inscrit le quatrième but de la partie, Mile Sterjovski inscrit en deuxième mi-temps un triplé (51e, 61e et 74e minutes) portant la marque à (7-0). David Zdrilic puis Scott Chipperfield inscrivent lors des cinq dernières minutes de nouveaux buts portant la victoire Australienne à (9-0). Le 2 juin, L'Australie affronte les Fidji sur la pelouse du Hindmarsh Stadium, le défenseur australien Adrian Madaschi ouvre le score dès la 6e minute, Laisiasa Gataurua relance le match en égalisant dix minutes plus tard, Tim Cahill permet aux australiens de reprendre l'avantage quelques minutes avant la pause. Adrian Madaschi inscrit un doublé dès le retour des vestiaires, aux 66e et 75e minutes Tim Cahill inscrit deux nouveaux buts et réalise son premier triplé avec la sélection nationale, Ahmad Elrich inscrit juste avant la fin du match le but du (6-1). Le 4 juin, les Australiens rencontrent les Vanuatu, John Aloisi ouvre le score à la 25e minute, les deux équipes rentrent aux vestiaires sur ce score de (1-0), en fin de match les Australiens inscrivent de nouveaux buts par Brett Emerton (81e) puis de nouveau par John Aloisi (85e), à l'issue de cette victoire (3-0), les Australiens sont déjà qualifiés avant même l'ultime rencontre. Le 6 juin, les Socceroos affrontent les îles Salomon, les Australiens sont surpris par l'ouverture du score de Commins Menapi peu avant la pause, au retour de vestiaires, l'Australie se reprend et en deux minutes les Aussies prennent les devants, par Tim Cahill à la 50e minute de jeu puis par Brett Emerton deux minutes plus tard, en fin de match, Commins Menapi réussit un doublé et il empêche l'Australie de remporter un cinquième match d'affilée. Avec ce match nul (2-2), Australien et Salomoniens sont ainsi qualifiés pour la finale (aller-retour) de la Coupe d'Océanie 2004 ainsi que pour les finales de la zone Océanie des qualifications de la coupe du monde 2006.
La finale aller se dispute le 9 octobre au Lawson Tama Stadium d'Honiara, lors de cette rencontre, les Australiens se décrochent rapidement, Josip Skoko ouvre rapidement le score, Ante Milicic aggrave la marque à la 19e, Josip Skoko réussit un doublé à la 28e minute de jeu, Brett Emerton permet à sa sélection d'ajouter un quatrième but avant la pause. À l'heure de jeu Suri inscrit un but à l'heure de jeu, le milieu offensif australien Ahmad Elrich alourdit la marque en inscrivant son deuxième but en sélection, grâce à cette victoire 5-1, les Australiens sont dans une position favorable à trois jours du match retour. Le 12 octobre, l'Australie reçoit les îles Salomon au Sydney Football Stadium, les Australiens font rapidement la différence en menant déjà (2-0) à la 8e minute de jeu. En deuxième mi-temps, le défenseur Tony Vidmar aggrave le score à l'heure de jeu, dans le dernier quart d'heure, les Australiens triplent le score aux 79e par Archie Thompson puis trois minutes plus tard par Ahmad Elrich, Brett Emerton inscrit l'ultime but australien en toute fin du temps réglementaire. Cette victoire (6-0) offre aux Australiens un quatrième titre de champion d'Océanie, ce succès offre également aux Australiens leur 3e qualification pour la Coupe des confédérations.

### Coupe des confédérations 2005

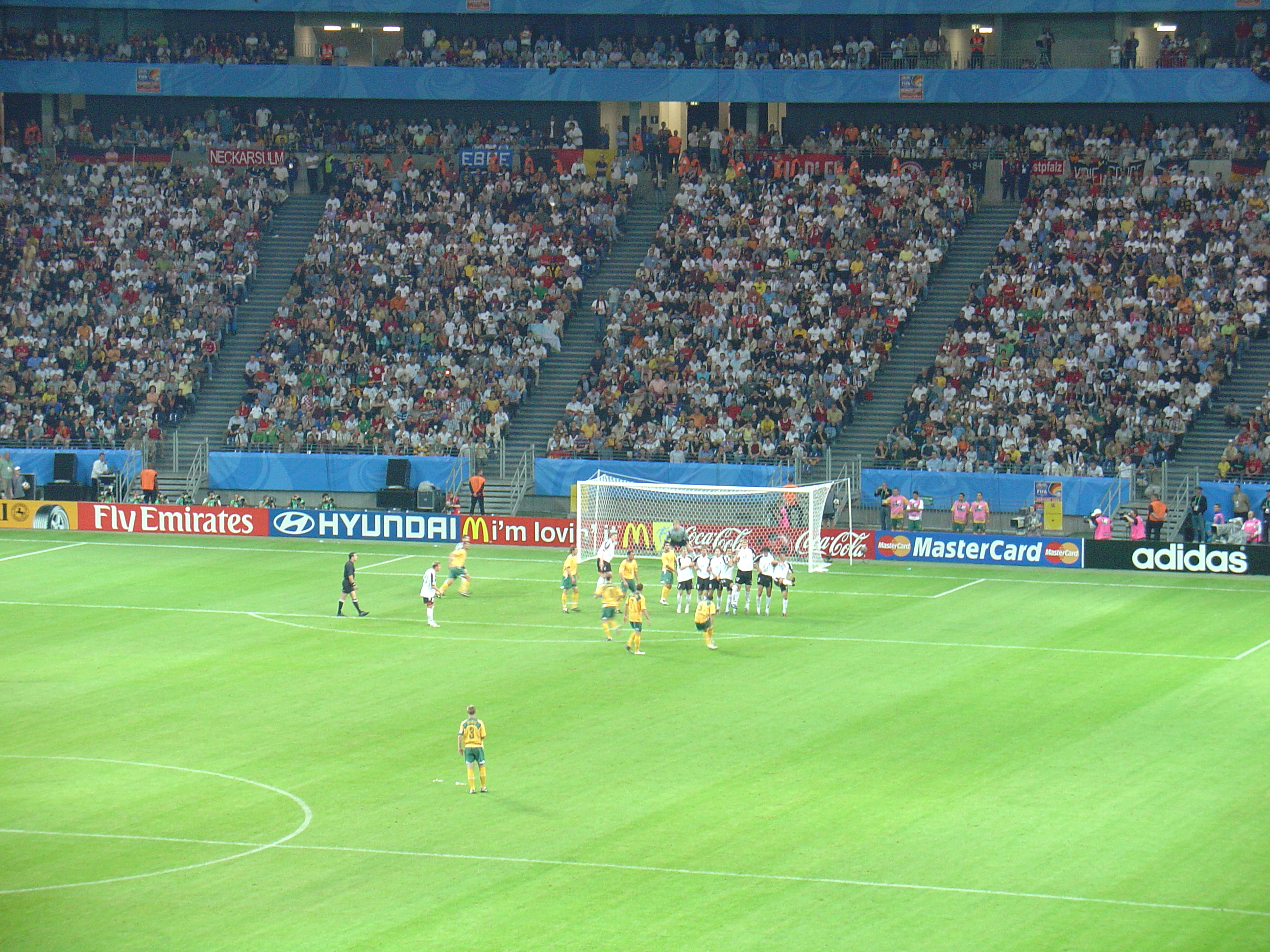
Australie face à l'Allemagne pendant la coupe des confédérations 2005

Les Australiens participent à leur troisième Coupe des confédérations en tant que vainqueurs de la Coupe d'Océanie 2004, cette compétition regroupe les différents champions continentaux ainsi que les champions du monde brésilien. L'équipe australienne est menée lors de cette compétition par son sélectionneur Frank Farina, lors de cette compétition, les Australiens ont adopté différents système lors de cette compétition en 4-1-4-1 lors des deux premières rencontres puis en 3-5-2 lors de on ultime rencontre. Lors de cette compétition, les Australiens sont placés dans le groupe A en compagnie de l'Allemagne qui est qualifié en tant que nation hôte, de l'Argentine qualifiée comme finaliste de la Copa América 2004, et de la sélection de Tunisie qui est vainqueur de la Coupe d'Afrique des nations 2004. Les Australiens commencent leur compétition face à la Mannschaft le 15 juin au Waldstadion de Francfort. Kevin Kurányi ouvre le score à la 17e minute pour sa sélection en détournant une frappe de son coéquipier Arne Friedrich mais les Aussies se reprennent quatre minutes plus tard avec une première égalisation réalisée par Josip Skoko sur un coup franc à ras de terre qui passe sous le mur de Oliver Kahn. Per Mertesacker redonne deux minutes plus tard de nouveau l'avantage à son équipe mais une nouvelle fois les Australiens égalisent, cette fois ci par John Aloisi d'une frappe croisée à l'heure de jeu. Australiens et Allemands regagnent les vestiaires dos à dos (2-2). Au retour des vestiaires les Australiens souffrent, Mark Schwarzer réalise un superbe début de seconde période stoppant successivement la frappe lointaine de Bastian Schweinsteiger, du capitaine allemand Michael Ballack puis une nouvelle frappe lointaine de Torsten Frings. À l'heure de jeu, sur un débordement, l'allemand Arne Friedrich met la défense australienne en difficulté et il obtient un penalty en étant déséquilibré par Ljubo Milicevic, Michael Ballack transforme la sentence en prenant Mark Schwarzer à contre pied. À la 88e minute de jeu, Lukas Podolski double la mise en transformant une offrante de son capitaine, dans les arrêts de jeu, John Aloisi réalise un doublé et réduit l'écart au score. Cependant malgré cette réduction les Australiens ne réussissent pas à revenir au score et ils s’inclinent finalement sur le score de quartes buts à trois. Les Australiens disputent leur seconde rencontre dans cette compétition face à l'Albiceleste, le 18 juin au Frankenstadion de Nuremberg. Lors de ce match décisif, les Australiens sont rapidement menés au score, Luciano Figueroa d'une frappe sous la barre offre l'avantage à la sélection peu avant le quart d'heure de jeu, à la 30e minute de jeu, le défenseur australien Lucas Neill accroche Javier Saviola parti dan son dos, Juan Román Riquelme transforme la sentence et donne deux buts d’avance à l'Argentine. Au retour des vestiaires les Australiens sont de nouveau débordés par les offensives argentines, Luciano Figueroa inscrit on deuxième but à la 53e, John Aloisi obtient à l'heure de jeu qu'il transforme grâce à la main pas assez ferme de Germán Lux. À la 70e minute de jeu, John Aloisi profite d'un remise en retrait de la poitrine mal ajustée de Gabriel Heinze pour réduire l'écart. Sur un coup franc de Juan Román Riquelme, Figueroa réussit le triplé et il permet à sa sélection de s'imposer quatre buts à deux, ce résultat élimine les Socceroos avant même l'ultime match face au champion d’Afrique. Le 21 juin les Australiens affrontent la sélection tunisienne, la sélection australienne étant déjà éliminée, le sélectionneur Frank Farina profite de cette rencontre pour effectuer six changements sur sa composition de départ. Santos ouvre le score à la 25e minute de jeu sur une erreur de main de Michael Petkovic, à la 70e il réussit à inscrire un doublé sur une frappe en force, cette ultime rencontre se solde par une troisième défaite en autant de match, cette fois ci sur le score de deux buts à rien.

### Qualification de la Coupe du monde de football 2006

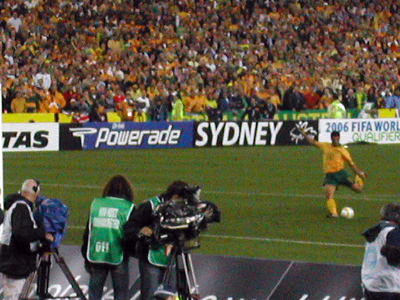
John Aloisi transformant le tir au but décisif

L'Australie commence sa phase de qualification pour le mondial 2006 lors de la Coupe d'Océanie 2004. Le match nul (2-2) face aux îles Salomon combiné aux autres résultats permet aux Salomoniens de se classer derrière les Australiens, lui offrant aux dépens des Néo-Zélandais le deuxième ticket pour la finale de la zone Océanie.
Le sélectionneur australien Frank Farina doit démissionner de son poste le 29 juin 2005 à la suite des mauvais résultats des Socceroos à la Coupe des Confédérations, trois défaites en autant de rencontres. Le 22 juillet, Guus Hiddink est officiellement annoncé sélectionneur de l'Australie. Cette annonce est intervenue après d'intenses spéculations faite les médias australiens sur les candidats potentiels. Le nouveau sélectionneur Guus Hiddink continue également d'entrainer PSV Eindhoven, le sélectionneur néerlandais de l'Australie restera à la tête de l'équipe jusqu'à la fin de la coupe du monde 2006, il deviendra par la suite sélectionneur de la Russie.
Le 3 septembre, les Australiens défient lors du match aller de la finale de qualification de la zone Océanie la sélection des îles Salomon au Stadium Australia de Sydney. À la 20e minute de jeu, Jason Čulina inscrit son premier but international, 16 minutes plus tard c'est au tour de l'attaquant Mark Viduka de marquer d'une bicyclette, à la 43e minute il réussit à inscrire un doublé sur un but de la tête. En seconde mi-temps, Tim Cahill porte le score à (4-0) en marquant de la tête sur corner. Scott Chipperfield aggrave le score à la 64e minute sur une frappe lointaine, il profite d'une faute de main du portier adversaire pour inscrire son 11e but international, Archie Thompson, 4 minutes plus tard porte la marque à (6-0), c'est finalement Brett Emerton qui clôture le score de cette rencontre (7-0). Le 6 septembre les Australiens se déplacent Lawson Tama Stadium d'Honiara avec leur qualification pour le barrage intercontinental quasiment en poche. Archie Thompson donne l'avantage à son équipe à la 19e minute de jeu, les Australiens rentrent aux vestiaires avec cet écart d'un but, en début de seconde période ce sont les joueurs des îles Salomon qui se montrent les plus entreprenants, James Faarodo permet même à son équipe de revenir à la hauteur de l'Australie moins de cinq minutes après la reprise. C'est finalement Brett Emerton qui redonne l'avantage aux sien, ce but offre une nouvelle victoire (2-1) aux Australiens. En s'imposant (9-1) sur l’ensemble des deux matches, l'Australie s'offre un nouveau barrage intercontinental, contre le cinquième de la zone CONMEBOL qui est l'Uruguay, déjà tombeur des Australiens au même stade de la compétition quatre ans plus tôt.
Pour le match aller du barrage intercontinental, les Australiens se déplacent en Uruguay, à l'Estadio Centenario de Montevideo le 12 novembre. À la 37e minute, les Australiens concèdent un coup franc excentré aux abords de la surface de réparation, le coup est frappé par Álvaro Recoba au second poteau, le défenseur Darío Rodríguez surgit au second poteau pour placer une tête plongeante qui trompe le gardien de Middlesbrough Mark Schwarzer. En seconde période, le gardien de but australien permet aux siens de ne pas perdre tout espoir avant le match retour en réalisant deux parades sur Richard Morales puis sur Recoba. L'Australie s’incline finalement (1-0) lors de ce match aller. Le match retour se déroule quartes jours plus tard au Stadium Australia de Sydney devant 82698 spectateurs. Mark Bresciano profite peu après la demi-heure de jeu d'une frappe raté de Mark Viduka pour tromper l'uruguayen Fabián Carini. Avec ce but les deux sélections se retrouvent à égalité sur l'ensemble des deux matchs, ce score de (1-0) permet aux Australiens de pousser les Uruguayens jusqu'à la séance des tirs au but. Lors de cette séance, les Australiens prennent un départ idéal, Mark Schwarzer stoppant la première tentative uruguayenne de Darío Rodríguez, le quatrième tireur australien, Mark Viduka voit sa frappe passer à côté de la cage uruguayenne, Marcelo Zalayeta se voit accorder la possibilité d'égaliser mais une nouvelle fois le gardien australien effectue une parade décisive, John Aloisi, le dernier tireur australien transforme son penalty. L'artisan de la victoire est le gardien Mark Schwarzer, arrêtant deux tirs au but. Cette victoire (1-0) puis (4-2) aux tirs au but, entrainant immédiatement des scènes de liesse dans le pays, les Socceroos se qualifient pour une coupe du monde pour la première fois en 32 ans.

### Préparation de la Coupe du monde de football 2006

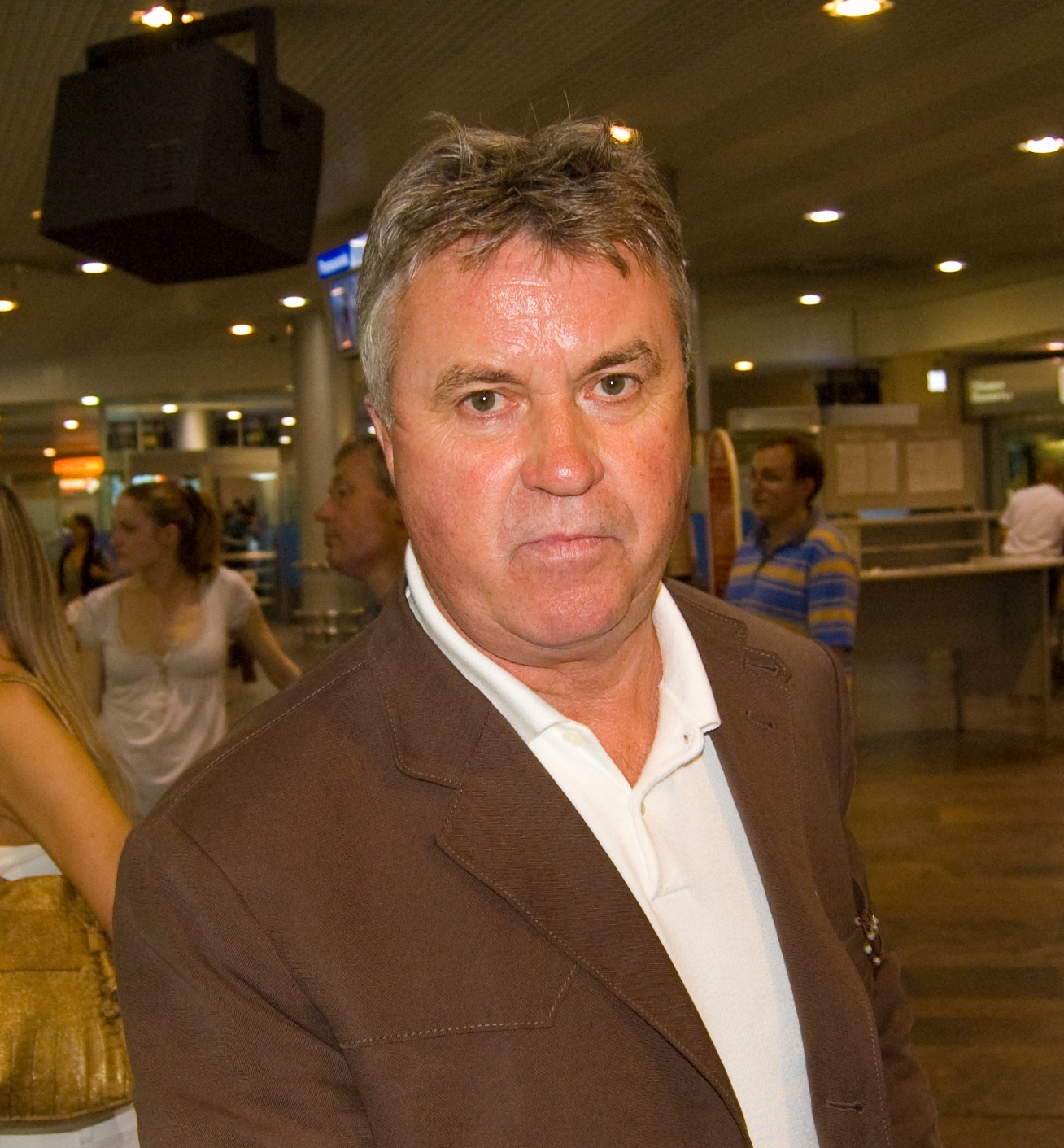
Guus Hiddink, sélectionneur de l'Australe de 2005 à 2006.

Le 9 décembre 2005, lors du tirage au sort, l'Australie est placée dans le Groupe F de la Coupe du monde 2006 en compagnie du Japon, de la Croatie et du pays tenant du titre, le Brésil.
À la fin de décembre 2005, le sélectionneur Guus Hiddink a nommé l'ancien joueur néerlandais, Johan Neeskens, comme entraîneur adjoint, aux côtés de Graham Arnold, Ron Smith, Tony Franken et Anthony Crea.
Le 13 février 2006, l'Australie a lancé ses nouveaux jeux de maillots domicile et extérieur pour la Coupe du monde. La tenue domicile est semblable à celle de 1974, le maillot est entièrement jaune avec un short vert. La tenue extérieure est entièrement bleu obsidienne avec des bandes jaunes (les couleurs héraldiques de l'Australie) sur les manches. Les maillots ont été lancés lors d'une cérémonie somptueuse au Stade olympique de Berlin à Berlin. Le 17 mars 2006, le trophée de la Coupe du monde de la FIFA est à Sydney pour son tour du monde.
Alors que l'équipe se prépare pour la Coupe du monde, le joueur australien Tony Vidmar a été enlevé du groupe après qu'on lui ait diagnostiqué une maladie cardiaque. En tout, par rapport à l'équipe qui s'est qualifiée face à l'Uruguay il y a eu cinq changements dans la période précédant la Coupe du monde. Joel Griffiths, Ahmad Elrich, Ljubo Miličević, Tony Vidmar et Michael Thwaite ont été remplacés respectivement par Joshua Kennedy, Mile Sterjovski, Michael Beauchamp, Craig Moore et Mark Milligan.
Dans le cadre d'un effort national de soutien, le réseau de télévision SBS a organisé un concours, "Chanson pour les Socceroos", afin de choisir un hymne pour la Coupe du monde en Australie. La chanson gagnante a été annoncée le 16 mai: "vert et or".
Le 26 mai à Melbourne, l'Australie affronte lors d'un match amical la sélection Hellène alors champion d'Europe en titre et classé 20e au Classement mondial de la FIFA. Lors de cette rencontre, l’Australie s’impose (1-0) grâce à une volée de Josip Skoko à la 16e minute de jeu. Le Melbourne Cricket Ground bien qu’ayant une capacité de 100 000 places, l'ensemble des places ont été vendues en deux heures, cette victoire est un bon résultat pour l'Australie sur son sol et ceux en dépit d'une performance moyenne de la sélection grecque.
L'Australie affronte les Pays-Bas en amical le 4 juin au De Kuip de Rotterdam. Les Bataves, classés à la 3e place mondiale, prennent rapidement les devants grâce à une réalisation de Ruud van Nistelrooy, reprenant en véritable renard des surfaces une frappe mal repoussée par Mark Schwarzer. Au retour des vestiaires, les Australiens poussent, Mark Viduka est déséquilibré dans la surface néerlandaise à la 52e. Viduka se charge de transformer le penalty mais il trouve la barre de Edwin van der Sar. Les Néerlandais ne parviennent pas à dégager le ballon et c'est finalement Tim Cahill qui égalise sur ce cafouillage. Le match se termine sur un match nul (1-1). Le seul point noir de la rencontre est l'expulsion du défenseur Luke Wilkshire après une charge violente sur Giovanni van Bronckhorst. Le lendemain, la sélection australienne rejoint l'Allemagne.
Le 7 juin, les Australiens disputent leur ultime match de préparation pour la Coupe du monde 2006 à Ulm face à la nation classée 123e, le Liechtenstein. Le défenseur Lucas Neill à la 8e minute détourne dans son propre but, il permet au Liechtenstein de mener jusqu'à l'égalisation de Mile Sterjovski à la 20e. L'Australie lutte en fin de match pour remporter cette rencontre. Dans le dernier quart d'heure, l'Australie inscrit deux buts, par Joshua Kennedy (75e) puis John Aloisi (83e) pour finalement l'emporter (3-1).

### La Coupe du monde 2006
Lors de la Coupe du monde 2006 en Allemagne, l'équipe nationale australienne est basée dans le Bade-Wurtemberg à Öhringen. Quelques jours avant le premier match de l'Australie contre le Japon, il a été mentionné dans la presse que le président la Fédération japonaise de football avait déclaré que les Australiens étaient "coupables de beaucoup de fautes extravagantes » et "qu 'ils ciblent les chevilles en particulier». Cependant, un examen plus approfondi du script original japonais révélant qu'il y avait une erreur d'interprétation par les médias occidentaux, peut-être pour pimenter la compétition. Bien qu'il soit difficile de savoir qui a commis cette erreur de traduction, délibérément ou non, Saburō Kawabuchi président de la Fédération japonaise a commenté plus tard que ce ne serait pas la première ni la dernière fois qu'un contresens arrive et ne devrait pas être pris trop au sérieux.

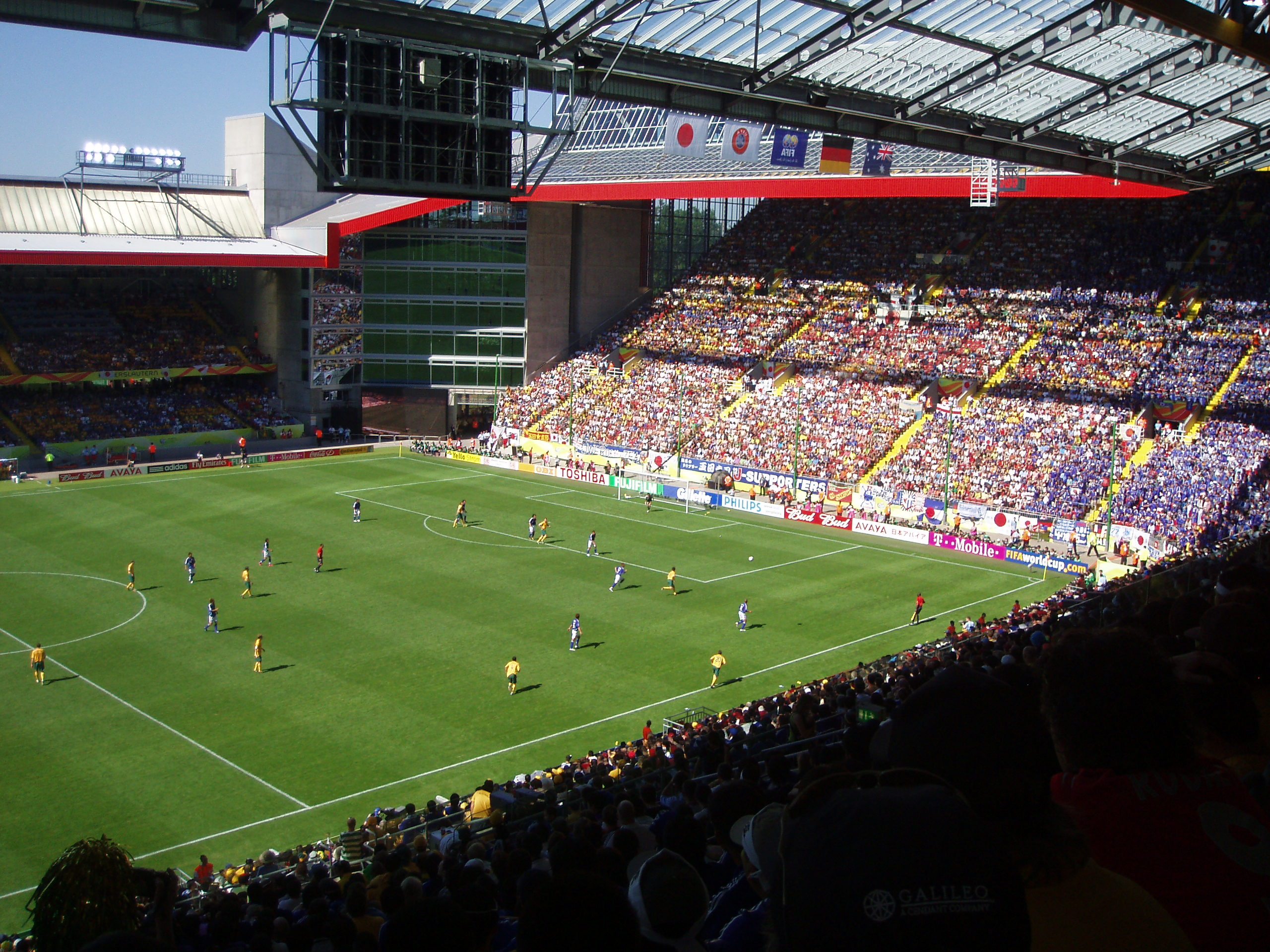
Australie face au Japon Coupe du monde 2006

Le 12 juin les Socceroos battent le Japon (3-1) lors de leur premier match de la compétition au Fritz-Walter-Stadion de Kaiserslautern grâce à un doublé de Tim Cahill (84e et 89e) et à une réalisation de John Aloisi dans les arrêts de jeu (90e+2). Une décision controversée prise par l'arbitre égyptien Essam Abd El Fatah, qui a accordé un but à Shunsuke Nakamura (26e), malgré une faute évidente sur le gardien de but australien Mark Schwarzer, a obligé les Australiens à faire la course derrière lui jusqu'à huit minutes du terme de la rencontre. Schwarzer et Viduka ont affirmé qu'Abd El Fatah s’était excusé sur la validation du but de Nakamura après le match, en admettant qu'il avait fait une erreur, bien plus tard, Abd El Fatah a nié avoir fait des excuses et a déclaré que «le comité d'arbitrage de la FIFA... était d'accord à l'unanimité sur la validité du but du Japon contre l'Australie. Lors de cette rencontre, il faut noter le coaching gagnant du sélectionneur néerlandais de l'Australie puisque Tim Cahill et John Aloisi sont tous les deux entrés en cours de deuxième mi-temps. Leurs buts étaient les premières jamais inscrit par l'Australie en phase finale de la Coupe du monde, et l'Australie est devenue la première équipe lors de cette édition 2006 a revenir au score après avoir été menée 1-0. En outre, aucune autre équipe n'a réussi à marquer trois buts lors des sept dernières minutes d'un match en phase finale d'une Coupe du monde.
Le 18 juin, quelques heures avant la deuxième rencontre de l'Australie contre les champions du monde en titre brésilien, un journal britannique a affirmé que plusieurs joueurs australiens avaient effectués des paris entre eux, ce qui est interdit par les règlements de la FIFA. Tim Cahill a admis que ses coéquipiers Lucas Neill et Archie Thompson avait parié que Cahill serait le premier australien de l'histoire aà marquer un but en Coupe du monde. Mark Viduka a également déclaré que les joueurs prenaient des paris sur celui qui allait être le premier à marquer, et que le gardien Željko Kalac était le bookmaker. La FIFA a depuis effacé tous les soupçons portés sur les joueurs d'acte répréhensible, en interprétant ses règlements comme se référant à des paris pris avec des bookmakers professionnels, et non au sein d'une équipe.

Australie face à l'Italie en Coupe du monde 2006

L'Australie rencontre le Brésil pour son second match dans ce Groupe F au FIFA WM Stadion München. Les Australiens ont mis en échec les brésiliens en première période, regagnant les vestiaires sur le score de (0-0) mais dès la 4e minute de la deuxième mi-temps, Adriano débloque la marque d'une frappe du gauche à l'entrée de la surface de réparation, les Australiens ne parviennent pas à égaliser et encaissent finalement un nouveau but de Fred qui venait tout juste de rentrer en jeu, l'Auriverde profite d'une frappe de son coéquipier Robinho mal repoussé par Mark Schwarzer pour permettre à sa sélection de s'imposer (2-0) et de se qualifier pour les huitièmes de finale.
Le lendemain, après le match contre le Brésil, Harry Kewell se trouve dans une situation délicate à la suite d'une altercation avec l'arbitre du match contre le Brésil, l'allemand Markus Merk. FIFA a annoncé qu'elle allait enquêter sur l'incident. Le 20 juin, les accusations contre Kewell ont été rejetées en raison de "déclarations incohérentes de la part des officiels de la rencontre", ceci lui permet de jouer le match suivant décisif pour la qualification, contre la Croatie.
Le 22 juin, l'Australie est opposée à la Croatie au Gottlieb-Daimler-Stadion de Stuttgart. Le score final de la rencontre est (2-2). Le but de Darijo Srna à la 2e minute oblige l'Australie à faire la course derrière dès le début de match. À la 38e du défenseur croate Stjepan Tomas effectue une faute de main dans la surface. L'Australie égalise sur un pénalty que transforme Craig Moore (38e) en prenant Stipe Pletikosa à contre-pied sur sa gauche. Niko Kovač redonne l'avance (2-1) à la Croatie après la mi-temps à la suite d'une faute de main du portier Australie Željko Kalac puis l'Australie égalise de nouveau par l'intermédiaire de Harry Kewell (79e) ce moment fantastique pour l’Australie est décrit par le commentateur de SBS Simon Hill:"Ça devait être Harry". Kewell semble être en position de hors-jeu sur le but, une des nombreuses erreurs d'arbitrage de cette rencontre. Grâce à la victoire du Brésil face au Japon (4-1), l'Australie et qualifiée pour on premier huitième de final de son histoire face à l'Italie.
Le 26 juin, l’Australie affronte la Squadra Azzurra au Fritz-Walter-Stadion de Kaiserslautern. Kewell n'a pas pu prendre part à la rencontre, il est entrédans le stade avec des béquilles, souffrant d'une attaque de goutte et de cloques infectées (plus tard diagnostiqués comme l'arthrite septique). Le score à la mi-temps est de 0-0. L'Italie est réduite à 10 en raison d'un carton rouge donné à Marco Materazzi par l'arbitre espagnol Luis Medina Cantalejo pour un tacle des deux pieds sur Mark Bresciano à la 51e. Lors de cette renconre, six cartons jaunes ont été délivrés au total. Après trois minutes de d'arrêt de jeu, le score toujours à 0-0 et l'Australie était recroquevillé dans sa moitié, un penalty controversé est attribué à l'Italie et à Fabio Grosso qui tombe lors d'un duel avec Lucas Neill dans les dernières secondes du match. Francesco Totti transforme la sentence à la 95e minute. Ce but élimine l'Australie qui s'incline (1-0). L'entraîneur adjoint de l'Australie Graham Arnold a stigmatisé le penalty accordé à l'Italie comme une «blague», de nombreux joueurs australiens ont été en accord, notamment Tim Cahill, pensant que Grosso aurait plongé volontairement. Le mandat de Guus Hiddink à la tête des Socceroosa officiellement pris fin à la suite de la défaite face à l'Italie (1-0) par la suite, le néerlandais a pris le poste de Sélectionneur de la Russie. Le parcours réalisé lors de cette Coupe du monde 2006 a vu l'équipe être nommé équipe nationale de l'AFC de l'année, ainsi que d'être surnommé la "génération dorée" de l'histoire de l'équipe nationale d'Australie.

## 2007-13: Les récents succès
À la suite de ses nombreuses non-qualifications, du fait que le vainqueur des tours qualificatifs de la Confédération du football d'Océanie doit généralement jouer un match de barrage contre une équipe de l'AFC ou du CONMEBOL, la fédération australienne a rejoint la Confédération asiatique de football le 1er janvier 2006. L'équipe d'Australie participa pour la première fois à la Coupe d'Asie des nations de football 2007.

### Coupe d'Asie 2007

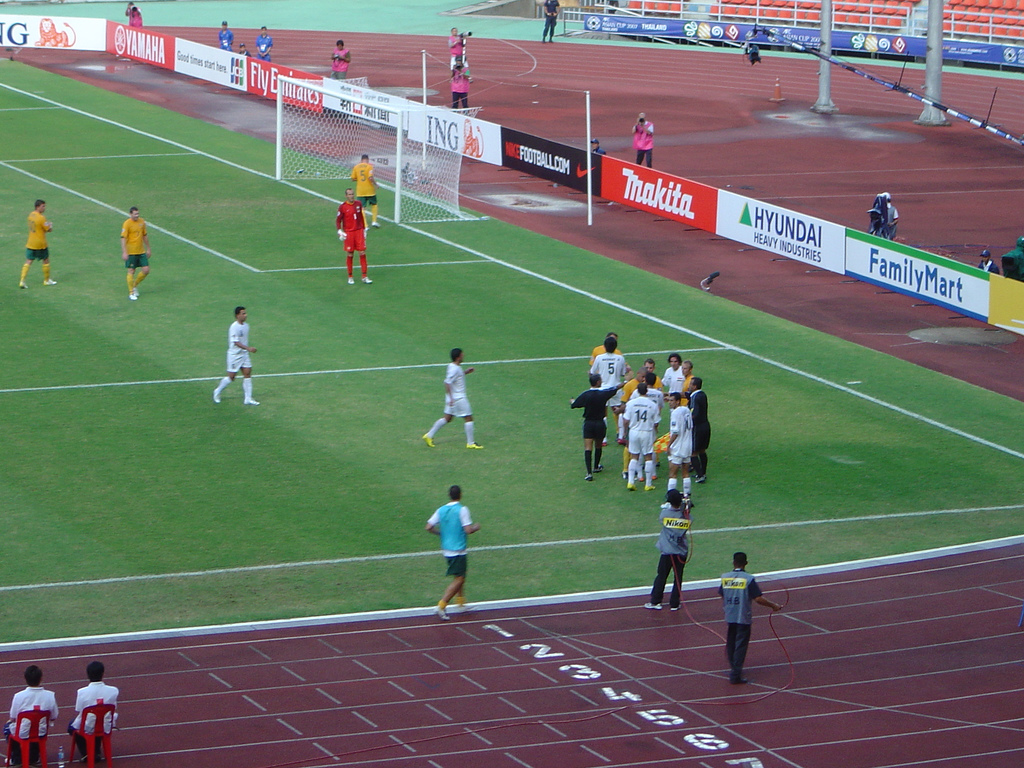
Rencontre Irak-Australie

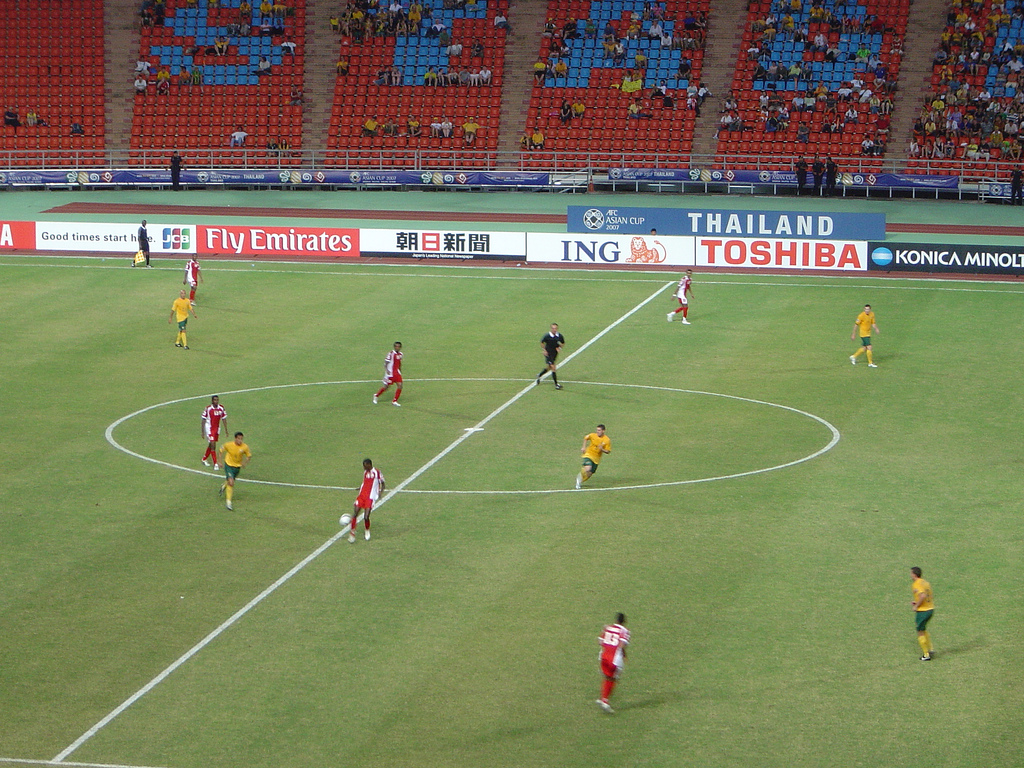
Rencontre Oman-Australie

L'Australie, menée par son sélectionneur Graham Arnold, dispute sa première Coupe d'Asie lors de l'édition 2007. Les Socceroos disputent leur premier tournoi continental asiatique avec une sélection forte de 15 joueurs qui ont disputé la Coupe du monde 2006. L'Australie est placée dans le Groupe A, en compagnie de la Thaïlande, coorganisatrice de l'épreuve, de l'Irak et d'Oman.
Lors de sa première rencontre dans la compétition, les Socceroos affrontent la sélection la moins bien classée, Oman, l'Australie ne parviens qu'a réussir un match nul (1-1) à la suite d'un mauvais match. L'Australie est menée pendant la plus grande partie du match, Badar Al-Maimani ouvre le score à la 32e minute, les australiens courent après le score jusqu'à l'égalisation en fin de match de Tim Cahill. La seconde rencontre de l'Australie débouche sur une défaite 3 buts à 1 contre la sélection Irakienne. Nashat Akram ouvre le score à la 23e minute, l'Australie menée à la mi-temps reviens à la hauteur de son adversaire du jour par l'intermédiaire de son attaquant Mark Viduka, cependant l'Australie fini par s'incliner à la suite de deux nouvelles réalisations irakiennes. Lors de cette rencontre le défenseur australien Lucas Neill reçoit un carton rouge 90e minute après un deuxième avertissement. Lors de sa troisième rencontre dans le groupe A, l'Australie affronte la Thaïlande chez elle au Stade Rajamangala de Bangkok, lesSocceroos s'imposent 4-0 lors de cette rencontre. Les australien ouvrent le score à la 21e minute, le défenseur Michael Beauchamp reprenant victorieusement de la tête un coup-franc de Luke Wilkshire. Les australiens rentrent aux vestiaire avec cette avance d'un but, il faut attendre la fin de la seconde période pour que l'Australie aggrave le score. Mark Viduka inscrit un doublé (80e et 83e) pour porter la marque à 3-0, Harry Kewell inscrit sur une contre-attaque le dernier but de la rencontre à la 87e minute de jeu. Cette victoire offre à l'Australie la qualification pour les quarts de finale aux dépens de son adversaire du soir.
En Quart de finale, l’Australie rencontre le premier du Groupe B, le Japon au My Dinh National Stadium d'Hanoï. John Aloisi ouvre le score à la 69e, l'avantage est de courte durée pour l'Australie car le Japon égalise 3 minute plus tard par l'intermédiaire de son attaquant Naohiro Takahara. Les Australiens et les Japonais restent dos à dos jusqu'aux bout des prolongations. La séance de tirs au but est fatale à L'Australie, le portier nippon Yoshikatsu Kawaguchi stoppant successivement les tentatives d'Harry Kewell puis celle de Lucas Neill. La frappe de Naohiro Takahara passe au-dessus de la barre Mark Schwarzer offre un dernier espoir aux australiens, mais ce dernier s'envole lorsque Yūji Nakazawa transforme le pénalty de la victoire pour le Japon. Les Australiens s'inclinent pour leur première apparition dans une Coupe d'Asie en quart de finale sur le score de 4-3 aux t.a.b, (1-1 lors du temps réglementaire).
Le 11 septembre 2007, l'Australie rencontre en amical l'Argentine au Melbourne Cricket Ground. Lors de cette rencontre, les Australiens s'inclinent (1-0) sur un but de Martín Demichelis. Ce match est le dernier de Graham Arnoldà la tête des Socceroos. Rob Baan est le sélectionneur de l'Australie par intérim lors de la rencontre du 17 novembre face au Nigeria au Craven Cottage de Londres. Lors de ce match, l'Australie s'impose (1-0) grâce à un but de David Carney à la 53e minute de jeu.

### Qualification de la Coupe du monde de football 2010
L'Australie commence en février 2008 sa campagne de qualification pour Coupe du monde 2010 au troisième tour de qualification de la zone Asie. L'Australie est placée dans le groupe 1 en compagnie de la Chine, du Qatar et du champion d'Asie en titre l'Irak, ce groupe est considéré par les médias de ces pays comme le « groupe de la mort ». L'Australie affronte le Qatar le 6 février 2008 au Telstra Dome de Melbourne, grâce à trois réalisations en première période, l'Australie s'impose (3-0). Ce match est le premier match en compétition officielle du nouveau sélectionneur australien Pim Verbeek. La majorité de l'équipe australienne est composée de joueurs évoluant à l'étranger essentiellement dans les clubs européens, Pim Verbeek a annoncé que la A-League australienne n'était pas encore assez forte pour les Qualifications de la Coupe du monde. Une semaine après le match, l'Australie remonte à la 38e place du classement mondial de la FIFA. Lors de sa seconde rencontre, l'Australie se déplace au Tuodong Stadium de Kunming pour affronter la sélection chinoise, les deux sélections terminent le match dos à dos (0-0). Lors du troisième des six matchs de cette poule de qualification, L'Australie affronte l'Irak le 1er juin au Suncorp Stadium de Brisbane. Lors de cette rencontre, Harry Kewell inscrit le seul but de la rencontre de la tête pour son pays à la 47e minute de jeu. Le match retour se dispute une semaine plus tard au Al-Rashid Stadium de Dubaï (Émirats arabes unis). Lors de cette rencontre, l'Australie s'incline (1-0) sur un but de Emad Mohammed en première mi-temps. Par la suite, l'Australie rencontre le Qatar à Doha, L'Australie remporte cette rencontre (3-1), ce résultat lui offre son billet pour le quatrième tour. Lors du dernier match disputé à l'ANZ Stadium de Sydney, l'Australie s'incline (1-0) face à la Chine lors d'une rencontre sans enjeux.
L’Australie est placée dans le groupe 1 du quatrième tour de qualification en compagnie du Japon, du Bahreïn, du Qatar et de l'Ouzbékistan. Ce quatrième tour de qualification débute le 10 septembre 2008 par un déplacement au Stade Pakhtakor Markaziy de Tachkent. Lors de cette rencontre, Scott Chipperfield ouvre le score d'une tête piquée à la 26e minute de jeu, l'Australie s'impose (1-0). Par la suite, l'Australie s'impose face (4-0) au Suncorp Stadium de Brisbane face au Qatar grâce aux réalisations de Tim Cahill, de Joshua Kennedy et au doublé de Brett Emerton. La rencontre contre le Qatar a été retardée d'une demi heure (et a été proche d'être reporté) à cause d'une pluie torrentielle qui a frappé Brisbane avant le match. Le match suivant est disputé contre le Bahreïn le 19 novembre. L'Australie a remporté une courte victoire 1-0 grâce à un but de Mark Bresciano à la 93e minute malgré une brillante performance des Bahreïnis. L'entraîneur et les joueurs australiens ont admis qu'ils ont eu la chance de prendre les 3 points en toute fin de match. Ils ont dédié leur victoire à Craig Moore qui a manqué le match après une opération d'un cancer du testicule,. L'Australie dispute son 4e match de groupe face au Japon le 11 février 2009 à l'International Stadium Yokohama, lors de ce match, australiens et japonais font match nul (0-0). Après quatre journées, l'Australie est première de son groupe avec 10 points pris sur 12 possibles. Les socceroos remportent une victoire convaincante 2-0 contre l'Ouzbékistan au l'Stadium Australia de Sydney le 1er avril et se rapproche de la qualification pour le mondial sud-africain. Après une première mi-temps morose, l'Australie a inscrit deux buts, le premier de la tête par l'intermédiaire de Josh Kennedy à la 66e minute puis le second sur un pénalty d'Harry Kewell à la 73e minute à la suite d'une faute sur Richard Garcia dans la surface de réparation qatari. L'Australie a ensuite assuré sa place en Afrique du Sud le 6 juin après la un match nul (0-0) face au Qatar à Doha.
La qualification de l'Australie est déjà assurée alors qu'il reste encore deux matchs de poule à domicile, le 10 juin, les Australiens accueillent Bahreïn à l'ANZ Stadium, grâce au but de Mile Sterjovski à la 55e minute et à celui de David Carney peu avant la fin du temps réglementaire, l'Australie s'impose (2-0) lors de cette rencontre. La campagne qualificative pour l'Afrique du Sud s'achève une semaine plus tard avec un ultime succès face au Japon sur le score de (2-1). L'Australie encaisse un but de Túlio peu avant la pause, mais elle revient à la marque à la 59e minute grâce à un but de Tim Cahill, ce dernier inscrit le but de la victoire 17 minutes plus tard sur un corner de Nick Carle. Cette victoire permet à l'Australie de terminer première de son groupe de qualification avec 5 points d'avance sur le second, le Japon.

### Échec en Coupe du monde 2010
Le 4 décembre 2009, lors du tirage au sort qui se déroule au Cap, l'Australie est placée dans le Groupe D de la Coupe du monde 2010 en compagnie de l'Allemagne, du Ghana et de la Serbie.
Avant de partir pour l'Afrique du Sud, l'Australie dispute un match de préparation au Melbourne Cricket Ground contre son rival historique la Nouvelle-Zélande. L'Australie a joué de façon agressive avec notamment deux tacles dangereux de Vince Grella et de Tim Cahill sur néo-zélandais Leo Bertos qui auraient mérité deux cartons rouges en compétition officielle. L'Australie est menée (1-0) à la mi-temps à cause d'un but de Chris Killen au quart d'heure de jeu, l'Australie a réussi à égaliser par l’intermédiaire de Dario Vidošić peu avant l'heure de jeu, Brett Holman inscrit le but de la victoire dans le temps additionnel. En Afrique du Sud, l'Australie a joué un second match de préparation contre le Danemark à Johannesbourg, l'Australie s'est imposée (1-0), le seul but du match est inscrit par l'attaquant Joshua Kennedy. L'Australie dispute son ultime match de préparation contre les États-Unis. Lors de cette rencontre, le Socceroos s'inclinent (3-1), l'Australie encaisse un premier but de Edson Buddle en début de rencontre, Tim Cahill permet aux siens de revenir au score 15 minutes plus tard, Edson Buddle redonne l'avantage aux siens à la 31e minute, dans le temps additionnel de la seconde période, Herculez Gomez aggrave la marque en faveur de on pays.

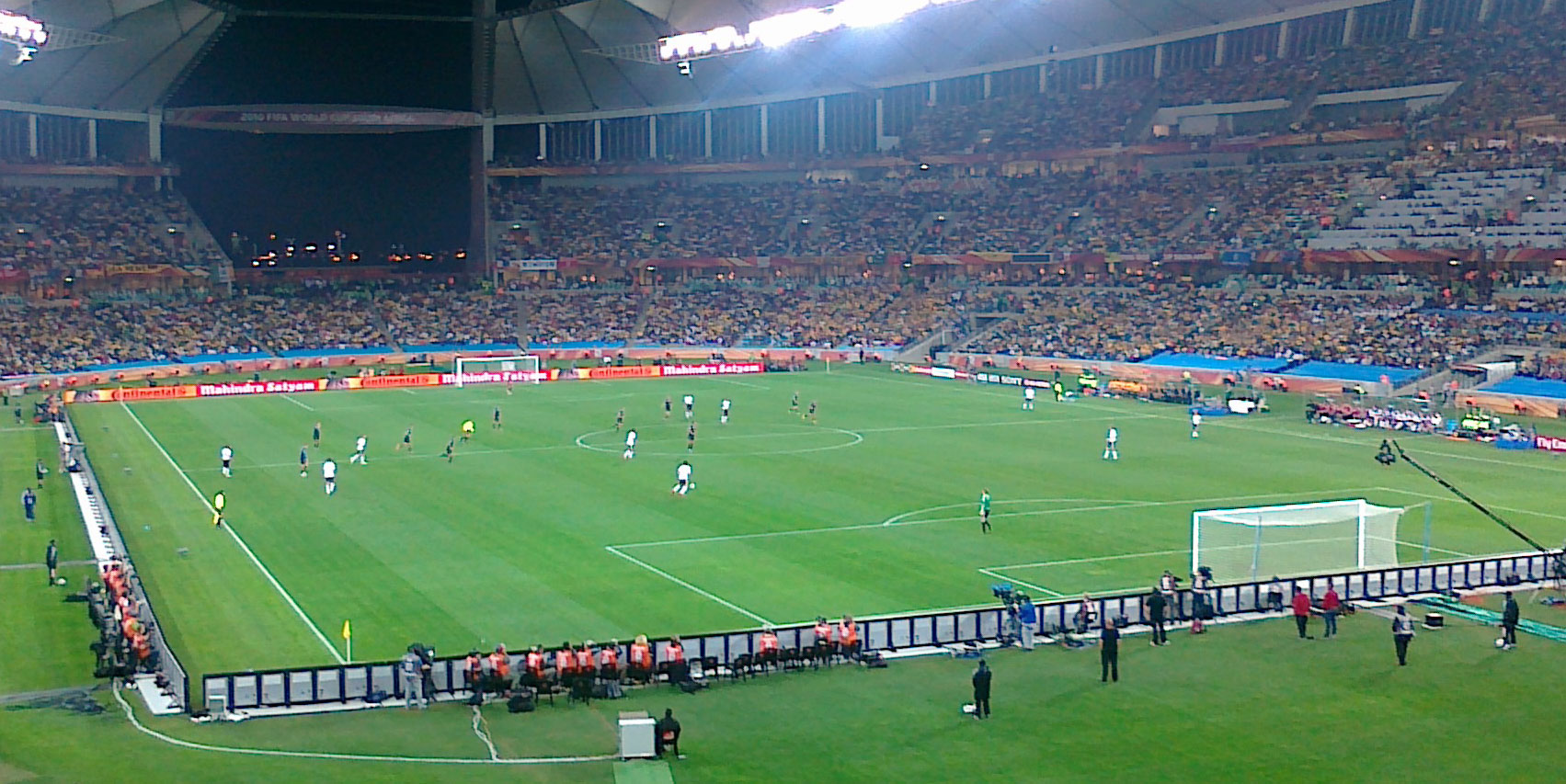
L'Australie s'incline 0-4 contre l'Allemagne lors de la Coupe du monde de football 2010

Le 14 juin 2010, l'Australie affronte l'Allemagne au Moses Mabhida Stadium de Durban. La composition de Pim Verbeek surprend en choisissant de jouer sans attaquant de formation, c'est Tim Cahill qui est aligné en pointe de l'attaque australienne. L'Australie est défaite (4-0) lors de son entrée dans la compétition, l'Australie encaisse deux buts en première mi-temps de Lukas Podolski à la 8e minute puis de Miroslav Klose peu avant la demi-heure de jeu. Au retour des vestiaires, l'Australie est rapidement réduite à dix après l'expulsion de Tim Cahill à la suite d'un tacle par derrière sur Bastian Schweinsteiger. En deux minute, l'Allemagne double le score par l'intermédiaire de Thomas Müller (68e) et Cacau (70e). Pim Verbeek a été fortement critiqué pour sa tactique, l'analyste en chef SBS Football Craig Foster appel en conséquence au limogeage du sélectionneur australien.
Le 19 juin 2010, l'Australie affronte l'Ghana au Stade Royal Bafokeng de Rustenburg. L'Australie ouvre le score à la 11e minute de jeu par l'intermédiaire de Brett Holman reprenant un coup franc de Mark Bresciano relâché par le portier ghanéen Richard Kingson. Moins d'un quart d'heure plus tard, Harry Kewell arrête de la main sur sa ligne de but une tentative de Jonathan Mensah. Cette faute offre un pénalty et entraîne l'exclusion d'Harry Kewell, l'attaquant ghanéen Asamoah Gyan marque le but de l'égalisation. Malgré sa supériorité numérique le Ghana ne fait pas la différence et  reste surtout dangereux sur des frappes lointaines, la défense australienne permet aux Socceroos de tenir le match nul (1-1).
Pour son ultime match de poule, L'Australie rencontre la Serbie, Tim Cahill, de retour après sa suspension ouvre le score de la tête pour les Socceroos, seulement quatre minutes plus tard, Brett Holman double le score pour les siens. En fin de match, Marko Pantelić permet à la Serbie de revenir à un but de l’Australie à la suite d'une frappe lointaine serbe mal repoussée par Mark Schwarzer. L'Australie s'impose finalement (2-1), dans le même temps, le Ghana s'est incliné (1-0) face à l'Allemagne, les sélections ghanéennes et australiennes finissent toutes deux avec 4 points mais c'est le Ghana qui se qualifie pour les huitièmes de finale grâce à une meilleure différence de but. Pim Verbeek quitte son poste de sélectionneur à la fin de la Coupe du monde.

### Qualification Coupe d'Asie 2011
Lors du tirage au sort des qualifications de la Coupe d'Asie 2011, l'Australie est placé dans le pot 1, le tirage place l'Australie dans le Groupe 2 en compagnie de l'Indonésie, d'Oman et du Koweït. L'Australie commence sa campagne de qualification au Stade Gelora Bung Karno de Jakarta, la rencontre se solde par un match nul (0-0). Le 5 mars 2009, l'Australie reçoit le Koweït à Canberra, cette rencontre est remportée par le Koweït sur le score de (1-0) grâce à une réalisation de Musaed Neda peu avant la mi-temps. Dernière de son groupe au bout de deux journées, l'Australie relève la tête en s'imposant par deux fois lors de sa double confrontation face à Oman, victoire (1-0) à domicile grâce à la star de l'équipe Tim Cahill puis (2-1) sur la pelouse de Mascate malgré l’ouverture du score précoce en faveur d'Oman. Début 2010, l'Australie se déplace à Koweït City, les Socceroos réalisent un excellent début de match en marquant deux buts coup sur coup par Luke Wilkshire à la 3e puis par Dean Heffernan à la 5e. Cependant l’Australie concède le match nul (2-2). Les Australiens terminent leur campagne de qualification par une courte victoire (1-0) face à l'Indonésie. Les Socceroos remportent le groupe B avec 11 points, le Koweït prend la deuxième place avec 8 points, les deux sélections se qualifient pour le tournoi continentale.

### Coupe d'Asie 2011
La veille du tirage au sort, l'AFC place la sélection australienne dans le deuxième chapeau, le tirage au sort a lieu le 23 avril 2010 à Doha. L’Australie est tirée au sort dans le Groupe C en compagnie  de la Corée du Sud (39e FIFA), de Bahreïn (93e FIFA) et de l'Inde (144e FIFA). L’Australie effectue son entrée dans la compétition face à la modeste sélection indienne le 10 janvier 2011 à Doha, les Soccerros s'imposent facilement (4-0) lors de cette rencontre grâce au doublé de Tim Cahill et aux deux réalisation d'Harry Kewell et de Brett Holman,. Lors de la seconde journée les australiens rencontrent l'autre grande sélection de ce groupe C, la Corée du Sud. Menée au score à la mi-temps à la suite du but du milieu coréen Koo Ja-cheol, l’équipe australienne parviens à obtenir le match nul grâce à un but de la tête de Mile Jedinak qui profite d'une sortie hasardeuse du portier sud-coréen Jung Sung-ryong. Avant le dernier match de groupe, les Socceroos n'ont besoin que d'un point pour valider leur billet pour le tour suivant. Le 18 janvier, ils s'imposent (1-0) grâce au deuxième but dans la compétition de Mile Jedinak. Cette victoire qualifie l'Australie pour le tour suivant, l'Australie termine première du groupe devant la Corée du Sud grâce à une meilleure différence de but. En quarts de finale, l’Australie rencontre l'Irak tenant du titre et second du groupe D. L'Australie remporte ce match (1-0), le  but de l'entrée de la surface de réparation d'Harry Kewell offre la qualification à son équipe au bout de la prolongation (118e). En demi-finale l'Australie rencontre l'Ouzbékistan, l'Australie pend rapidement l'avantage dès la 5e minute sur une frappe croisée à ras de terre d'Harry Kewell, l'Australie double la mise à la (35e) Saša Ognenovski reprenant un ballon cafouillé dans la surface lors d'un coup franc australien. L'Australie regagne les vestiaires avec deux buts d'avance, à la 65e, les jaune et vert aggravent une nouvelle fois le score grâce à David Carney sur une contre attaque, huit minutes plus tard Brett Emerton porte le score a (4-0) en faveur des siens en profitant du travail de Carl Valeri, ce dernier inscrit le 5e but australien à la 82e, une minute plus tard Robbie Kruse clôt le score en faveur des siens. L'Australie remporte ce match facilement (6-0) et se qualifie pour sa première finale dès sa deuxième participation à l'épreuve. En finale, l’Australie rencontre le Japon. L'Australie a dominé la première moitié du match, elle a eu des occasions de marquer par ses attaquants Tim Cahill et Harry Kewell, ce dernier touchant même la barre japonaise, en seconde période Eiji Kawashima juge mal un centre australien qui finit sa course sur le bas de son poteau, malgré ces occasions, aucun but n'est marqué dans le temps réglementaire. À la 109e minute de jeu, Tadanari Lee seul dans la surface australienne reprend victorieusement de volé un centre de Yūto Nagatomo. L’Australie s'incline finalement (1-0) lors de cette finale.

### Qualification Coupe d'Asie de l'Est de football 2013
L’Australie se déplace à Hong Kong entre le 1er et le 9 décembre 2012 pour participer aux qualifications de la Coupe d'Asie de l'Est de football 2013, pour cette phase qualificative, les Australiens sont placés dans un groupe en compagnie de la Corée du Nord, de Guam, d'Hong Kong et de Taïwan. Pour cette compétition, le sélectionneur australien Holger Osieck a sélectionné des joueurs évoluant en Australie ou en Asie. L'Australie a commencé sa campagne de qualification le 3 décembre avec une décevante victoire 1-0 sur la sélection Hongkongaise, classé 139 au classement FIFA. Le seul but de la rencontre est inscrit par Brett Emerton en fin de match. Deux jours plus tard, l'Australie affronte la Corée du Nord, malgré une rapide ouverture du score par Archie Thompson, les Socceroos concèdent finalement le match nul (1-1). Le troisième match de l'Australie se déroule 7 décembre face à Guam, l'Australie s'impose facilement (9-0). L'Australie enchaine par un nouveau succès (8-0) face à Taïwan. Grâce à ce large succès, l'Australie prend la première place du groupe, la seule qualificative pour le tour suivant, grâce à une meilleure différence de but par rapport à la Corée du Nord. Brett Emerton finit meilleur joueur de cette phase de qualification, Archie Thompson co-meilleur buteur avec 4 réalisations.

### Coupe d'Asie de l'Est de football 2013
L’Australie se déplace en Corée du Sud pour disputer la Coupe d'Asie de l'Est. Comme lors de la phase de qualification, Holger Osieck appelle de nombreux joueurs inexpérimentés au niveau international, cette compétition doit permettre d'emmagasiner de l’expérience. Les Socceroos débutent la phase finale face à la nation hôte, la Corée du Sud, ce match se solde par un match nul (0-0). Les Australiens rencontrent quatre jours plus tard la sélection japonaise, mené deux zéro à l'heure de jeu, les Australiens reviennent au score avec deux buts coup sur coup de Mitchell Duke (76e) et de Tomi Jurić (78e), cependant ils encaissent un nouveau but à la 79e pour s'incliner finalement sur le score de (3-2). L'Australie dispute son ultime match face à la Chine, mené d'un but dès le début de match, les Australiens regagnent les vestiaires sur le score de un but partout, les Chinois inscrivent trois nouveaux buts en seconde période, notamment deux dans les cinq dernières minutes du temps règlementaire, les Australiens réagissent par la suite en réduisant par deux fois l'écart mais s'inclinent tout de même sur le score de (4-3). L'Australie termine à la quatrième et dernière place de cette phase finale avec pour bilan un match nul et deux défaites.

### Qualification de la Coupe du monde de football 2014
Après un certain nombre de résultats prometteurs sous les ordres du nouveau sélectionneur, l'Allemand Holger Osieck, et notamment un bon parcours lors de la Coupe d'Asie 2011, l'Australie se tourne vers les phases de qualification en vue de la Coupe du monde 2014. Avant les éliminatoires, la FFA prépare un certain nombre de rencontres amicales. Le 29 mars 2011, les Socceroos se déplacent au Borussia-Park de Mönchengladbach pour rencontrer l'Allemagne. À la 26e, la nationalmannschaft ouvre le score d'une frappe à l'entrée de la surface de Mario Gómez qui se loge dans la lucarne de Mark Schwarzer. En trois minutes, les Australiens renversent la tendance, David Carney à la 61e puis Luke Wilkshire trois minutes plus tard sur pénalty, offrent un succès de prestige (2-1). Au cours du mois de juin, l'Australie dispute deux rencontres amicales en l'espace de trois jours. Le 7 juin 2011, les Australiens reçoivent à l'Adelaide Oval la Nouvelle-Zélande. Grâce au doublé de Joshua Kennedy puis au pénalty transformé par James Troisi, l'Australie s'impose (3-0). Deux jours plus tard, l'Australe fait match nul (0-0) face à la Serbie à Melbourne.
Le 30 juillet 2011 à Rio de Janeiro a lieu le tirage au sort du Troisième tour des éliminatoires de la zone Asie. L'Australie est classée à la 24e place à la date du tirage au sort, l'équipe est placée dans le chapeau 1. Le tirage place l'Australie dans le Groupe D, en compagnie de l'Arabie saoudite, d'Oman et de la Thaïlande. Le 10 août 2011, l'Australie se déplace au Cardiff City Stadium pour affronter le Pays de Galles. Juste avant la mi-temps, Tim Cahill ouvre le score du point de pénalty en reprenant de volé un centre venant de l'aile droite. À l'heure de jeu, Robbie Kruse pousse au fond des filets gallois un ballon mal repoussé par le gardien adverse, sur corner Darcy Blake réduit l'écart cependant l'Australie tiens sa victoire pour s'imposer (2-1).
L'Australie entame sa campagne de qualification le 2 septembre 2011 face à la modeste sélection thaïlandaise, classée 119e FIFA au moment du tirage au sort. Devant les 24540 spectateurs du Suncorp Stadium de Brisbane, l'Australie se fait surprendre au quart d'heure de jeu par Dangda, l'Australie pousse pour revenir au score au plus vite mais toutes ses tentatives sont repoussées par le gardien thaïlandais Sinthaweechai Hathairattanakool, il faut attendre la 58e minute pour que Joshua Kennedy inscrive le but de l'égalisation, Alex Brosque offre peu avant la fin de la rencontre le succès aux siens, (2-1). Quatre jours plus tard, l'Australie dispute son second match de qualification en Arabie saoudite, le doublé de Joshua Kennedy lance l'Australie vers le succès mais Nasser al-Shamrani réduit l'écart, l'Australie se met définitivement à l’abri lorsque Luke Wilkshire transforme son penalty, l'Australie s'impose (3-1).
Le 7 octobre 2011, les Australiens reçoivent à Canberra la Malaisie en match amical, au cours de cette rencontre, les Australiens dominent largement leur adversaire du jour et s'imposent largement (5-0). Le 11, les Socceroos reçoivent Oman à Sydney, les Australiens ouvrent la marque dès la 7e par l'intermédiaire de Brett Holman, Joshua Kennedy déjà buteur lors des deux premières rencontres de qualification, inscrit à la 65e le but du break, Mile Jedinak permet de parachever le large succès australien, cette victoire (3-0) permet à l’Australie de réaliser un sans faute lors de la phase aller.
L'Australie commence sa phase retour à Mascate face à Oman, où elle s'incline (1-0). L'Australie dispute quatre jours plus tard un second match à l'extérieur, cette fois à Bangkok pour y rencontrer la Thaïlande, sur une contre attaque dans le dernier quart d'heure de jeu, Brett Holman inscrit le but de la victoire d'une tête décroisée. Cette victoire (1-0) permet à l’Australie de reprendre sa marche en avant au sein de son groupe de qualification. L’Australie dispute son ultime match au sein de son Groupe D comptant pour le Troisième tour des éliminatoires de la zone Asie contre l'Arabie saoudite le 29 février 2012 à l'AAMI Park de Melbourne. Salem Al-Dawsari d’une frappe des 25 mètres donne l'avantage à son équipe dès la 19e minute, l'Australie réussit à égaliser grâce à Alex Brosque peu avant la mi-temps, dans les arrêts de jeu, les Saoudiens reprennent de nouveau l’avantage par Nasser al-Shamrani. L'Australie renverse la tendance en seconde période en inscrivant trois buts entre la 73e et la 76e minute de jeu, pour finalement s'imposer (4-2). Avec cinq victoires et une défaite, l'Australie se qualifie pour le tour suivant en finissant à la première place de son groupe.
Le tirage au sort du Quatrième tour des éliminatoires de la zone Asie a lieu le 9 mars 2012 à Kuala Lumpur en Malaisie. L'Australie est placé dans le chapeau 1 en compagnie de la Corée du Sud, l'Australie est l'équipe la mieux classée de l'ensemble des qualifiés du quatrième tour avec sa 20e place au classement FIFA. L'Australie est placée dans le Groupe B en compagnie du Japon (33e), de l'Irak (76e), de la Jordanie (83e) et d'Oman (92e).
Avant de commencer la seconde partie de sa campagne de qualification, les Australiens disputent un ultime match amical face au Danemark à Copenhague début juin, les Australiens s'inclinent (2-0) lors de ce match. Les Aussies commencent leur quatrième tour à Mascate face à Oman, lors de cette partie, les deux équipes se séparent dos à dos (0-0). Le 12 juin 2012, les Australiens rencontrent au Suncorp Stadium de Brisbane le Japon, Yuzo Kurihara donne à la 65e l'avantage aux nippons mais 5 minutes plus tard, Luke Wilkshire remet sur penalty les deux équipes à égalité, les deux équipes se séparent finalement sur ce score de (1-1).
Le 7 septembre 2012, les socceroos disputent une rencontre amicale face au Liban qu'ils remportent (3-0). L'Australie poursuit sa campagne de qualification lors d'un déplacement à Amman pour rencontrer la Jordanie, mené au score par deux buts d'écart, les Australiens se relancent par l'intermédiaire d'Archie Thompson cependant les australiens s'inclinent tout de même (2-1). Le 16 octobre 2012, les Australiens se déplacent au Qatar pour rencontrer l'Irak, une nouvelle fois l'Australie se retrouve menée au score mais Tim Cahill puis Archie Thompson offrent un succès (2-1) capital dans la course à la qualification. La sélection australienne termine son année 2012 par une rencontre amicale face à la Corée du Sud, les Australiens remportent la partie (2-1).
Le 6 février 2013, l'Australie rencontre à Marbella en Espagne la Roumanie, lors de cette rencontre, les Australiens s'inclinent (3-2). Fin mars, les Kangourous reçoivent à Sydney la sélection d'Oman, dès la 7e minute, Abdulaziz Al-Muqbali ouvre le score pour Oman, dès le retour des vestiaires, l'écart sa grave, Mile Jedinak détournant dans son propre but un centre adverse. À la 53e Tim Cahill en reprenant victorieusement de la tête réduit l'écart, Brett Holman d'une frappe lointaine permet à l’Australie d'arracher le match nul (2-2).
Au cours du mois de juin, l'Australie dispute ses trois ultimes matchs de qualification, les socceroos débute sa série par un déplacement à Saitama pour rencontrer le Japon, dix minute du terme, Tommy Oar vient tromper le portier nippon Eiji Kawashima d'un centre tir dans la lucarne, les aussies ne parviennent cependant pas à garde leur avantage, dans le temps additionnel, Matt McKay concède une pénalty en détournant dans sa surface un centre japonais du bras, la star nippone Keisuke Honda égalise et permet au Japon de faire match nul (1-1). Le 11 juin, l'Australie reçoit la Jordanie à l'Etihad Stadium de Melbourne, Mark Bresciano ouvre le score au quart d'heure de jeu, à la 61e Tim Cahill double la mise de la tête, avant que Robbie Kruse puis le capitaine australien Lucas Neill sur corner n'aggravent l'écart. L'Australie avec cette victoire (4-0) reste dans la course à la qualification. La semaine suivante, l'Australie reçoit pour ce match décisif la sélection Irakienne, à la 83e Joshua Kennedy reprend victorieusement de la tête un centre de Bresciano, ce but offre la victoire (1-0) à l'Australie, et envoie par la même occasion la sélection australienne au mondial brésilien. Avec un bilan de trois victoires, quatre match nul et une défaite, l'Australie prend la deuxième place de son groupe de qualification derrière le Japon.

### Préparation de la Coupe du monde de football 2014
Le 7 septembre, l'Australie dans le cadre de sa préparation pour la Coupe du monde 2014, se déplace au Stade national de Brasilia Mané-Garrincha pour rencontrer le Brésil, lors de cette rencontre, les Australiens subissent un sévère revers (6-0). Le 12 octobre, les socceroos se déplacent à Paris pour rencontrer la France, l'Australie s'incline une seconde fois consécutive sur le score de (6-0). Quelques heures après le lourd revers parisien, le sélectionneur allemand de l'Australie Holger Osieck est démis de ses fonctions,. Holger Osieck paye les difficultés australiennes lors des qualifications pour la Coupe du monde 2014 et les mauvais résultats en matchs amicaux. Par cette décision, la FAA souhaite relancer les socceroos dans l'optique du mondial 2014 et de la Coupe d'Asie 2015 à domicile, elle souhaite également voir un renouvellement au sein de l'effectif australien. Le 16 octobre, l'Australie affronte à Craven Cottage le Canada, pour la rencontre c'est l'ancien adjoint de Holger Osieck, Aurelio Vidmar qui assure l'intérim. Dès la 25e seconde de jeu, Joshua Kennedy profite d'un centre de Mark Bresciano pour ouvrir le score de la tête. À la 52e minute, Dario Vidošić double la mise, puis à dix minutes du terme, Mathew Leckie inscrit un nouveau but, de la tête également. L'Australie stoppe sa série de défaites par une large victoire (3-0),. L'Australie dispute son ultime match de l'année 2013 en recevant au Sydney Football Stadium le Costa Rica, cette rencontre est la première du nouveau sélectionneur australien Ange Postecoglou, les socceroos s'imposent (1-0) lors de cette rencontre grâce à une réalisation de Tim Cahill de la tête sur corner,.
Le tirage au sort de la phase finale de la coupe du monde 2014 a lieu le 6 décembre 2013 à 13 heures à Costa do Sauípe, pour ce tirage, l'Australie est placée dans le chapeau 3 avec les autres membres de l'AFC et de la CONCACAF. L'Australie est tirée dans le Groupe B avec, l'Espagne, championne du monde et d'Europe en titre, les Pays-Bas finaliste de la dernière coupe du monde et le Chili.
L'Australie entame son année 2014 par un match face à l'Équateur à Londres. Ce match de préparation débute parfaitement pour les Socceroos, Tim Cahill ouvre le score dès la 8e à la suite d'un corner, au quart d'heure de jeu, l'attaquant des Red Bulls de New York accroché dans la surface obtient un pénalty que Mile Jedinak transforme en prenant le portier équatorien à contre-pied. À la 31e, Tim Cahill d’une tête plongeante offre trois buts d'avance aux siens. Au retour des vestiaires, le match change complètement de physionomie, Fidel Martínez réduit le score à la 56e, deux minutes plus tard, Mitchell Langerak alignée dans la cage australienne est expulsé pour une faute dans sa surface, Segundo Castillo transforme la sentence, à la 75e les Australiens sont rejoints au score à la suite de la réalisation d'Enner Valencia, dans les arrêts de jeu, les Australiens cèdent de nouveau pour finalement s'incliner (3-4).
L'Australie termine sa préparation par deux matchs amicaux, le premier le 26 mai 2014 à Sydney face à l'Afrique du Sud, mené à la suite d'un but d'Ayanda Patosi, les Australiens égalisent dans la foulée grâce à Tim Cahill, l'Australie concède finalement le match nul (1-1). Les Socceroos disputent leur dernier match de préparation à Salvador de Bahia face à la Croatie, les australiens s'inclinent (1-0).

### Coupe du monde de football 2014
Pendant la durée de la compétition, l'équipe australienne a établi son camp de base à Vitoria dans l’État de l'Espírito Santo. L'Australie fait ses débuts dans la compétition face au Chili à Cuiabá. Les socceroos sont rapidement menés par la sélection chilienne, Alexis Sánchez et Jorge Valdivia donnant deux buts d'avance aux leurs dès la 14e minute, à la 35e, Tim Cahill de la tête réduit l'écart, les socceroos finissent par encaisser un nouveau but dans le temps additionnel de la seconde période par Jean Beausejour. L'Australie s'incline 3-1 lors de sa première rencontre. Lors de la seconde rencontre, l'Australie affronte les Pays-Bas à Porto Alegre. Sur une contre-attaque d'Arjen Robben, les Australiens concèdent l'ouverture du score, sur l'engagement les australiens réussissent à égaliser, Tim Cahill d'une superbe reprise de volé du gauche sous la barre trompe Jasper Cillessen. En seconde période, Daryl Janmaat concède un pénalty en détournant de la main un centre d'Oliver Bozanić, Mile Jedinak d'une frappe croisée transforme la sentence, l'avantage est cependant de courte durée, Robin van Persie égalise seulement 4 minutes plus tard. Memphis Depay donne finalement la victoire aux néerlandais à la 68e minute d'une frappe lointaine du droit. L'Australie concède une seconde défaite d’affilée, cette fois-ci sur le score de 3-2, malgré un visage séduisant, l'Australie est éliminée avant le dernier match de groupe. Les socceroos rencontre l'Espagne championne du monde en titre à Curitiba, cette rencontre reste anecdotique, les deux sélections étant déjà éliminées, David Villa d'une madjer à la 36e minute de jeu ouvre le score, en seconde période, Fernando Torres et Juan Mata portent le score à 3-0. L'Australie termine sa compétition avec une troisième défaite en autant de match.

### Coupe d'Asie 2015
Le tirage au sort a lieu le 26 mars 2014 à l'Opéra de Sydney, en tant que pays organisateur l'Australie est placé dans le chapeau 1 en position A1. Classé à la 63e au classement FIFA au moment du tirage au sort, l'Australie est placée dans le groupe A en compagnie de la Corée du Sud (63e FIFA) , d'Oman(81e FIFA) et du Koweït (110e FIFA).
L'Australie entame sa compétition en tant que nation hôte de la Coupe d'Asie 2015 lors du match d'ouverture face au Koweït. Les Socceroos sont surpris d'entrée de jeu, Hussain Fadhel ouvre le score dès la 8e minute de jeu en reprenant d'une tête plongeante un corner frappé au premier poteau. Rapidement mené, les australiens revient à la hauteur de leur adversaire grâce à Tim Cahill, ce dernier profite du bon centre en retrait de Massimo Luongo pour inscrire à la 33e minute de jeu son 37e but international. À la 44e, le finaliste de l'édition précédente prend pour la première fois l'avantage, Massimo Luongo reprenant victorieusement de la tête le centre de son arrière droit Ivan Franjić. À l'heure de jeu, Robbie Kruse est déséquilibré dans la surface de réparation koweïtienne par Sultan Al Enezi, l'arbitre ouzbek Ravshan Irmatov accorde un pénalty que Mile Jedinak transforme en prenant Hameed Youssef à contre pied. Au cours du temps additionnel, James Troisi dans un angle fermé aggrave l'écart d'un tir du gauche qui passe entre le portier du Koweït et son premier poteau. L'Australie s'impose donc (4-1) lors de ce match d'ouverture.
L'Australie rencontre à Sydney la sélection d'Oman pour sa seconde rencontre dans sa Coupe d'Asie, Ange Postecoglou a reconduit dans son équipe de départ huit des onze joueurs victorieux face au Koweït. Les Socceroos concèdent une première occasion franche aux joueurs d'Oman, Raed Ibrahim Saleh reprenant des vingt-cinq mettre un corner renvoyé dans l'axe, sa frappe cadrée est brillamment détournée par une claquette de Mathew Ryan. Peu avant la demi heure de jeu, Matt McKay donne l'avantage aux Australiens sur corner, seul dans les six mètres, il reprend parfaitement une déviation de Trent Sainsbury. Trois minutes plus tard, l'attaquant du Bayer Leverkusen Robbie Kruse parfaitement lancé dans la profondeur par Massimo Luongo double la mise. Dans le temps additionnel de la première période, l'Australie obtient un penalty que Mark Milligan transforme en prenant Ali Al-Habsi à contre-pied. Tomi Jurić inscrit à la 70e minute le dernier but australien. Avec cette victoire (4-0), l'Australie est qualifié pour les quarts de finale et affrontera lors de l'ultime match de poule la Corée du Sud pour l'obtention de la première place.